# Haarlem
Haarlem (uitspraakⓘ) is een stad en gemeente in Nederland en de hoofdstad van de provincie Noord-Holland. De stad ligt aan de rivier het Spaarne en in de regio Zuid-Kennemerland.
Haarlem behoort tot de middelgrote steden in de Randstad. Tot de gemeente Haarlem behoren de stad Haarlem en het westelijke deel van het dorp Spaarndam. Haarlem telt 167.636 inwoners en is daarmee na Amsterdam de grootste stad van Noord-Holland en de twaalfde gemeente van Nederland. De grootstedelijke agglomeratie Haarlem (Haarlem, Heemstede, Bloemendaal en Zandvoort) telt ongeveer 235.000 inwoners, en het stadsgewest Haarlem (Zuid-Kennemerland en IJmond) ruim 385.000 inwoners.
Haarlem wordt voor het eerst genoemd in een document uit de 10e eeuw. In 1245 kreeg het stadsrechten van Willem II van Holland. Aan het eind van de middeleeuwen was Haarlem een van de belangrijkste steden van Holland geworden. In de Vroegmoderne Tijd ontwikkelde de stad zich op industrieel gebied als textielstad en op cultureel gebied als schildersstad.

## Naam

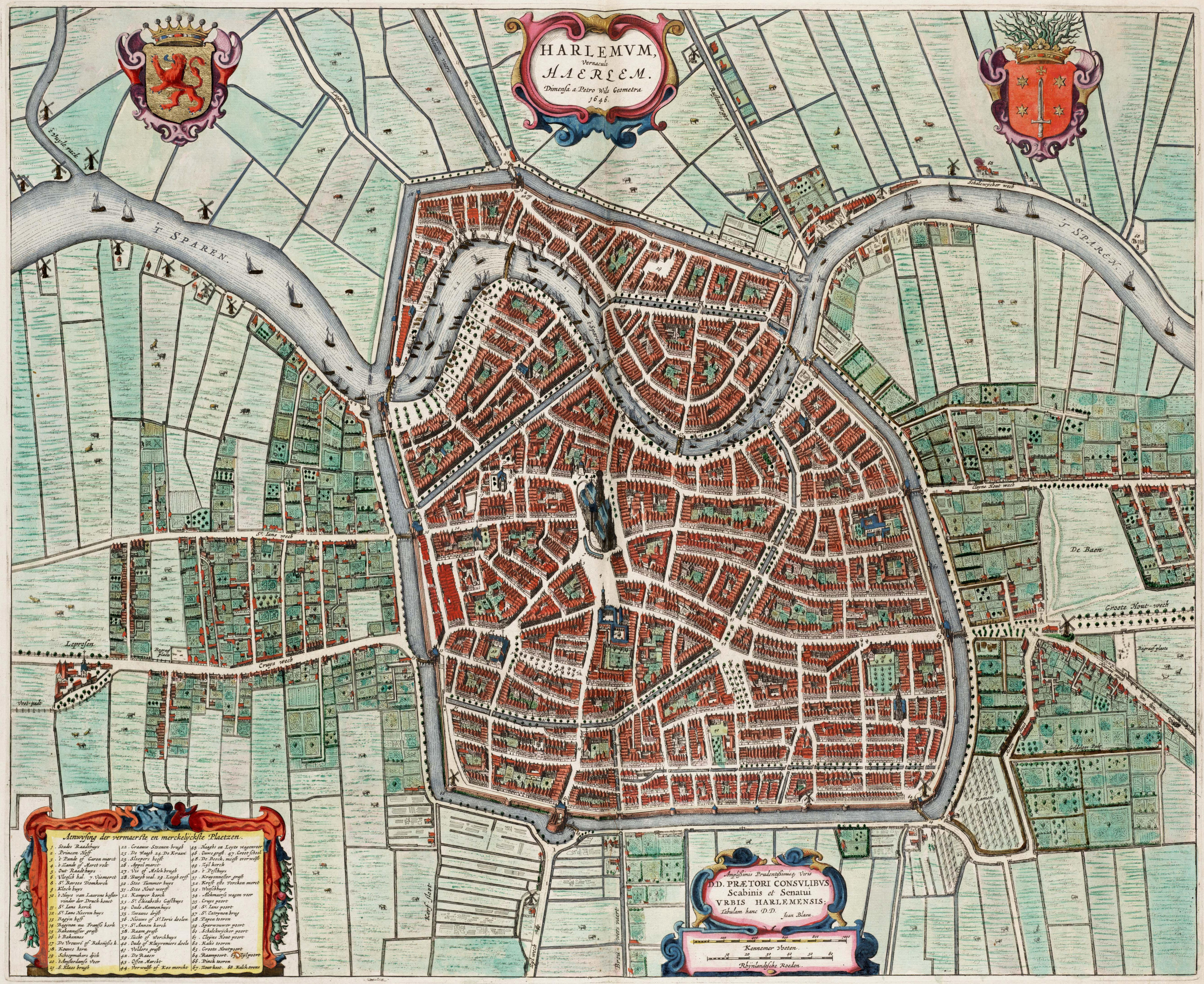
Haarlem, aangeduid als Harlemum en Haerlem, in de Atlas van Loon (1646).

De plaatsnaam Haarlem is waarschijnlijk een verbastering van Haarloheim of "Haralem". Het in het Nederlands verouderde heim hangt samen met heem, dat 'woonplaats' betekent. Haarlo of Hara hangt samen met harula, een verkleinvorm van haar (zandige rug). Ook is het mogelijk dat de naam als geheel 'woonplaats gelegen op een hoge zandgrond in het bos (lo)' zou kunnen betekenen. De precieze oorsprong is echter niet helemaal duidelijk, dit komt doordat het woord haar destijds veel verschillende betekenissen had.
De naam Haralem werd aan het begin van de 10e eeuw voor het eerst op papier gezet door een geestelijke van de Sint Maartenskerk te Utrecht, die een inventarisatie moest maken van alle kerkelijke bezittingen. Op deze lijst wordt de plaats Haralem met drie boerderijen genoemd.
De ligging aan de rivier het Spaarne heeft de stad de bijnaam Spaarnestad opgeleverd. Een inwoner van de stad is een Haarlemmer, maar wordt schertsend ook wel mug genoemd. De herkomst hiervan is niet met zekerheid bekend, maar al in de 14e of 15e eeuw werd 'mug' gebruikt als scheldwoord. Een logische verklaring zou zijn dat er vroeger veel muggen in Haarlem waren. Als alternatieve verklaringen worden het muggenziften van de Haarlemmers genoemd, en een sage over een heks die de inwoners van de stad dreigde te veranderen in muggen als ze niet naar haar zouden luisteren.
In de Vroegmoderne Tijd stond Haarlem bekend als de schildersstad. Dankzij zijn ligging in het noorden van de Bollenstreek en zijn reputatie aan de bollenteelt waarvan de stad tot het begin van de 20ste eeuw het middelpunt was, heeft de stad  ook de naam de Bloemenstad gekregen.
In 1658 stichtte Peter Stuyvesant Nieuw-Haarlem in de provincie Nieuw-Nederland, aan de oostkust van de tegenwoordige Verenigde Staten. In 1664 namen de Engelsen de kolonie over en doopten de plaats om tot Harlem. Harlem, dat in het noorden van de borough Manhattan ligt, maakt nu deel uit van de stad New York.

## Geschiedenis

### Middeleeuwen
In de 10e eeuw komt Haarlem voor het eerst voor in literaire bronnen. In de bron wordt de plaats vermeld onder de naam 'Haralem'. Uit archeologisch onderzoek blijkt dat er 1500 jaar voor onze jaartelling al sprake was van bewoning in de omgeving van het Spaarne. De plaats ontstond als geestnederzetting op een strandwal, waarover een landweg, de Herenweg liep die het noorden van Holland met het zuiden verbond.
De stad werd de zetel van de graven van Holland en in 1245 verleende Graaf Willem II Haarlem stadsrechten. Door de gunstige ligging aan het Spaarne en door de hierboven genoemde verbindingsweg kon de stad zich snel ontwikkelen. De economie van de stad draaide in de 13e en 14e eeuw vooral op het brouwen van bier, scheepsbouw en lakennijverheid. In de 15e eeuw liep de economie terug. Dit was mede te wijten aan de onlusten in die periode in Holland en West-Friesland.

### Vroegmoderne tijd

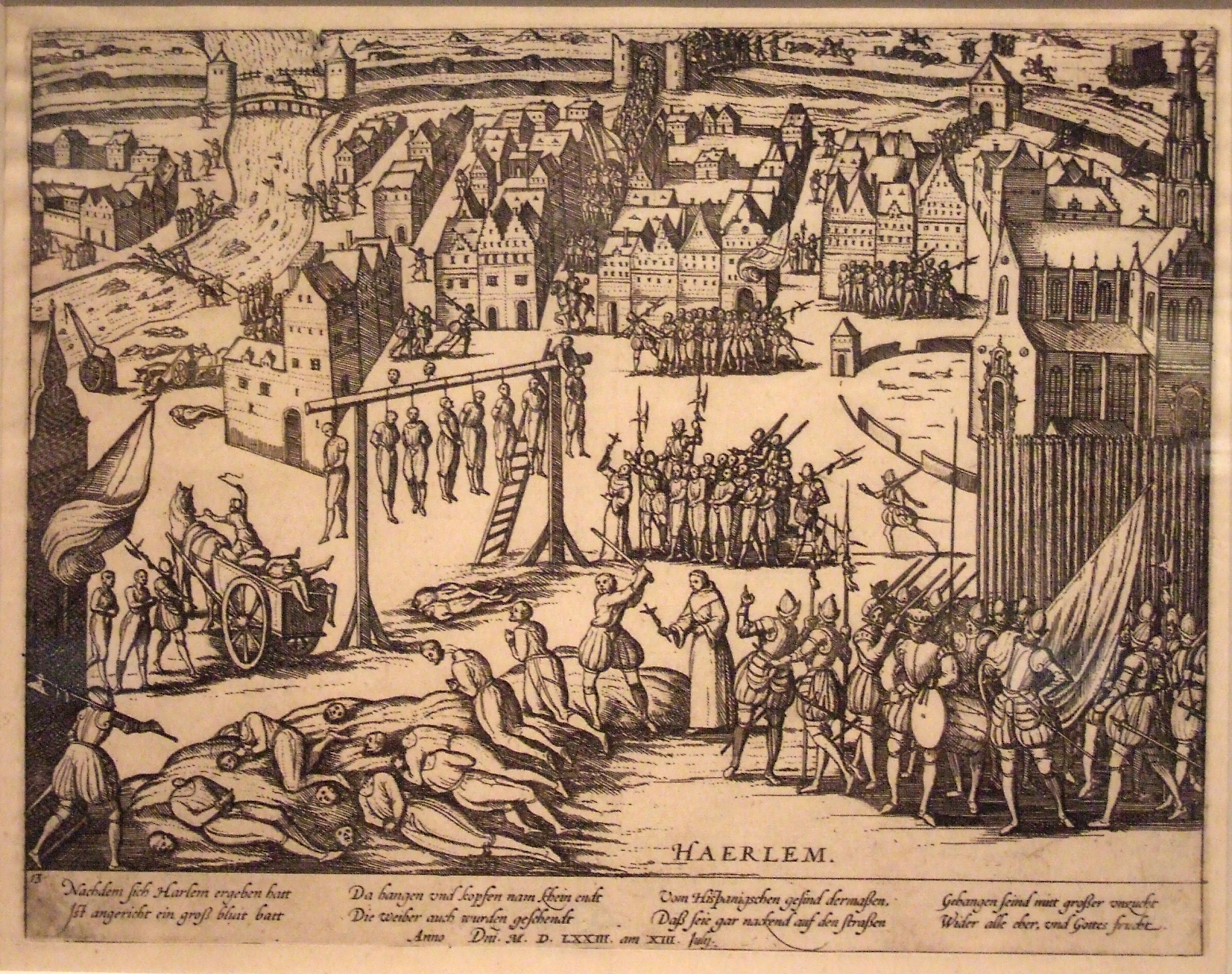
Executies door de Spanjaarden tijdens het Beleg van Haarlem in de 16e eeuw.

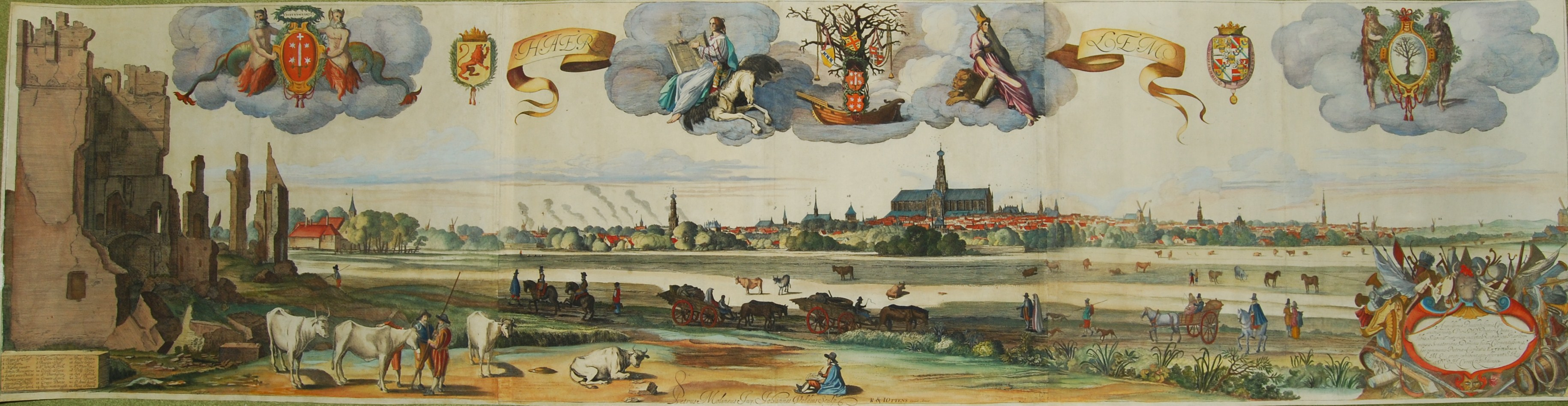
"Haer-lem" Kopergravure vervaardigd door Jan van de Velde naar een tekening van Pieter de Molijn. Uitgegeven te Amsterdam door Reinier en Joshua Ottens tussen 1726-1766.

In 1572 koos Haarlem in de Tachtigjarige Oorlog partij voor de opstandelingen van Willem van Oranje en tegen de Spaanse koning. Aan het eind van dat jaar begon, onder leiding van Don Fadrique Álvarez de Toledo, de belegering van de stad door de Spanjaarden. In juli 1573 gaf de stad zich over, na vrijwel uitgehongerd te zijn. 700 verdedigers, onder wie hun bevelvoerder Wigbolt Ripperda, werden onthoofd. Drie jaar later werd Haarlem geteisterd door een grote stadsbrand. In 1577 vertrokken de Spanjaarden en kwam de stad weer aan de zijde van Willem van Oranje.
Haarlem had als katholieke stad zwaar te lijden onder de reformatie. In het Akkoord van Veere, dat in 1577 werd gesloten, werden de gelijke rechten tussen katholieken en protestanten vastgesteld. Daarmee was Haarlem de enige Hollandse stad waar in die tijd godsdienstvrede was. In juni 1578 bestormden protestanten de toen nog katholieke Grote Kerk op de Grote Markt. Ze plunderden de kerk en doodden de priester. Ook de kloosters werden daarna geplunderd en deels vernield, bedoeld als opstand.
In 1581 werd het Akkoord van Veere beëindigd. Vanaf die tijd was in Haarlem nog maar één godsdienst toegestaan: de gereformeerde. Het katholieke leven ging ondergronds: in schuilkerken, zoals de Oud Katholieke Kerk van St. Anna en Maria aan de Bakenessergracht, bleven de katholieken in het geheim bijeenkomen.
Nadat de rust was teruggekeerd zagen veel Vlamingen en Fransen hun kans en trokken naar Haarlem. Zij bezorgden de Haarlemse linnennijverheid een nieuwe bloeiperiode. De schilder Frans Hals was een zoon van een van deze Vlaamse immigranten.
De stad kende na 1577 een periode van enorme bloei. Het aantal inwoners groeide binnen 50 jaar van 18.000 naar 40.000, wat Haarlem tot een van de grootste steden van Holland maakte. De economische bloei was vooral te danken aan de textielnijverheid, maar ook aan boekdrukkunst en tulpenhandel. In 1631 werd begonnen met de aanleg van een trekvaart tussen Haarlem en Amsterdam en in 1657 werd er een trekvaart gegraven tussen Haarlem en Leiden. Aan het einde van de 17e eeuw was het inwonertal van de stad gegroeid tot 55.000.

### Moderne tijd
Na 1680 ging het zowel in Leiden als in Haarlem slecht met de textielnijverheid. Het aantal inwoners van Haarlem daalde in 1815 tot onder de 20.000.

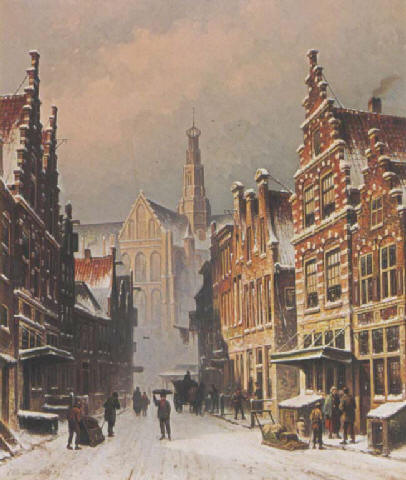
Een sneeuwachtig zicht op de Smedestraat. Schilderij van Eduard Alexander Hilverdink uit 1889

In 1839 reed op de spoorlijn Amsterdam - Haarlem de eerste trein in Nederland. In 1842 werd deze spoorverbinding verlengd tot Leiden. De Oude Lijn, zoals deze wordt genoemd, en de andere spoorlijnen in de omgeving van Haarlem werden geëxploiteerd door de HSM. Alle breedspoorlijnen waren tegen 1866 verbouwd naar normaalspoor. Het oorspronkelijke station van Haarlem was gelegen op de plaats van het huidige revisiebedrijf van NedTrain.
Naast de spoorwegverbindingen kreeg de stad ook een tramnetwerk in zowel normaalspoor als meterspoor. Op 28 mei 1878 werd de eerste paardentramlijn tussen station Haarlem en de Dreef geopend door de Haarlemsche Tramway-Maatschappij. In 1913 werd deze lijn geëlektrificeerd en verlengd. Haarlem kreeg ook interlokale stoomtramlijnen naar Leiden en Alkmaar en een elektrische tramlijn Amsterdam - Zandvoort. Alle betrokken tramwegmaatschappijen fuseerden uiteindelijk in de NZHTM (later NZHVM), die de Blauwe Trams exploiteerde. In 1957 werd de laatste tramlijn opgeheven en vervangen door een busdienst. Het NZH-Vervoermuseum houdt de herinnering levend aan de tram- en busgeschiedenis van Haarlem.
In 1853 werd het bisdom Haarlem gesticht en tussen 1895 en 1930 werd aan de toenmalige rand van de stad een nieuwe kathedraal gebouwd. Pas in de tweede helft van de 19e eeuw begon de economie van de stad weer op te krabbelen. Er ontstonden nieuwe industrieën, waaronder de rijtuigen- en spoorwagenfabriek Beijnes, de machinefabriek van Figee en de drukkerij van Joh. Enschedé. Ook werden in deze tijd de verdedigingswerken van de stad neergehaald om plaats te maken voor stadsuitbreidingen.

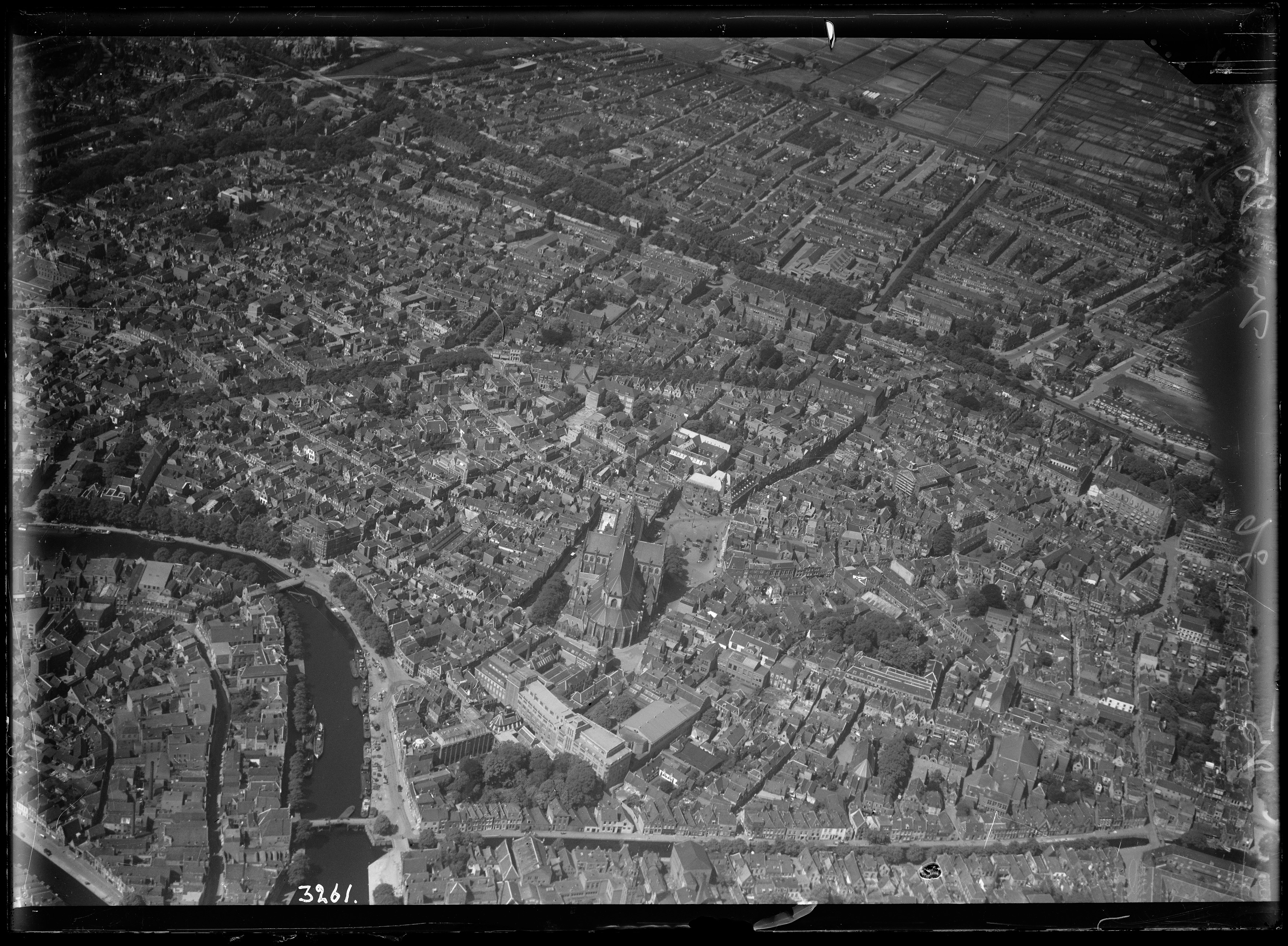
Luchtfoto van Haarlem (1920-1940), Nederlands Instituut voor Militaire Historie.

Op 1 mei 1927 werd de gemeente Schoten een deel van Haarlem. Ook werden delen van andere omliggende gemeenten geannexeerd. In de jaren 30 leed ook Haarlem onder de slechte economie en na de Tweede Wereldoorlog verdwenen de grote industriële bedrijven uit de stad. Haarlem werd een stad van diensten, scholen en overheidsinstellingen.

#### 21steeeuw
In en na 2000 is in Haarlem een aantal grootschalige bouwprojecten gestart, zoals het project van de Mariastichting, het nieuwbouwplan Raakskwartier en het masterplan Spoorzone.
In 2018 zijn een achttal ontwikkelzones aangewezen, binnen deze zones worden grote aantallen nieuwe woningen gebouwd.
| Ontwikkelzone       | Projecten                                                                  | Stadsdeel         | Woningen |
| ------------------- | -------------------------------------------------------------------------- | ----------------- | -------- |
| Spaarnesprong       | Renovatie De Koepel · Scheepmakersdijk · Drijfriemenfabriek · Fietzfabriek | Haarlem-Oost      | 530      |
| Oostpoort           |                                                                            | Haarlem-Oost      | 1.100    |
| Schipholweg         | Hof van Leijh · De Entree                                                  | Schalkwijk        | 1.980    |
| Europaweg           | Winkelcentrum Schalkwijk · Schalkwoud                                      | Schalkwijk        | 2.760    |
| Orionzone           |                                                                            | Haarlem-Noord     | 560      |
| Spaarndamseweg      | Schoterkwartier · Bloom · Spaarnse Terassen                                | Haarlem-Noord     | 650      |
| Korte Verspronckweg |                                                                            | Haarlem Zuid-West | 629      |
| Spoorzone Zuidwest  | Plaza West                                                                 | Haarlem Zuid-West | 2.100    |
| Totaal              | Totaal                                                                     | Totaal            | 10.309   |

## Geografie
Haarlem ligt in de noordvleugel van de Randstad. De gemeente grenst met de klok mee aan de gemeenten Velsen, Haarlemmermeer, Heemstede en Bloemendaal. Oostwaarts liggen Amsterdam (19 km) en Schiphol (13 km). De havens van IJmuiden liggen 10 km naar het noorden en de Noordzeekust ligt ongeveer 7 km naar het westen.
Haarlem heeft een belangrijke regionale functie. Het primaire verzorgingsgebied bestaat uit het noordelijke deel van de Zuid-Hollandse Bollenstreek (in het bijzonder de gemeente Hillegom), Zuid-Kennemerland, IJmond en een deel van de Haarlemmermeer. De stad is bisschopszetel van het Bisdom Haarlem-Amsterdam. De agglomeratie Haarlem maakt op haar beurt deel uit van een grotere agglomeratie, de Metropoolregio Amsterdam. Deze regio beslaat een groot deel van de noordvleugel van de Randstad en heeft meer dan 2 miljoen inwoners.
Het Spaarne is de belangrijkste rivier die door Haarlem stroomt. Daaraan staan veel oude loodsen, de Droste-fabriek en andere historische panden. De rivier wordt vooral in de zomermaanden veel gebruikt door pleziervaart. Ook de Mooie Nel aan de noordoostkant van de stad biedt een groot open vaarwater. Vanaf het Spaarne is via Spaarndam het Noordzeekanaal bereikbaar en via de Ringvaart zijn de plassen van Zuid-Holland te bereiken. De grachten en singels in en rondom de binnenstad zijn bereikbaar voor boten met een geringe doorvaarthoogte.

### Geologie en landschap

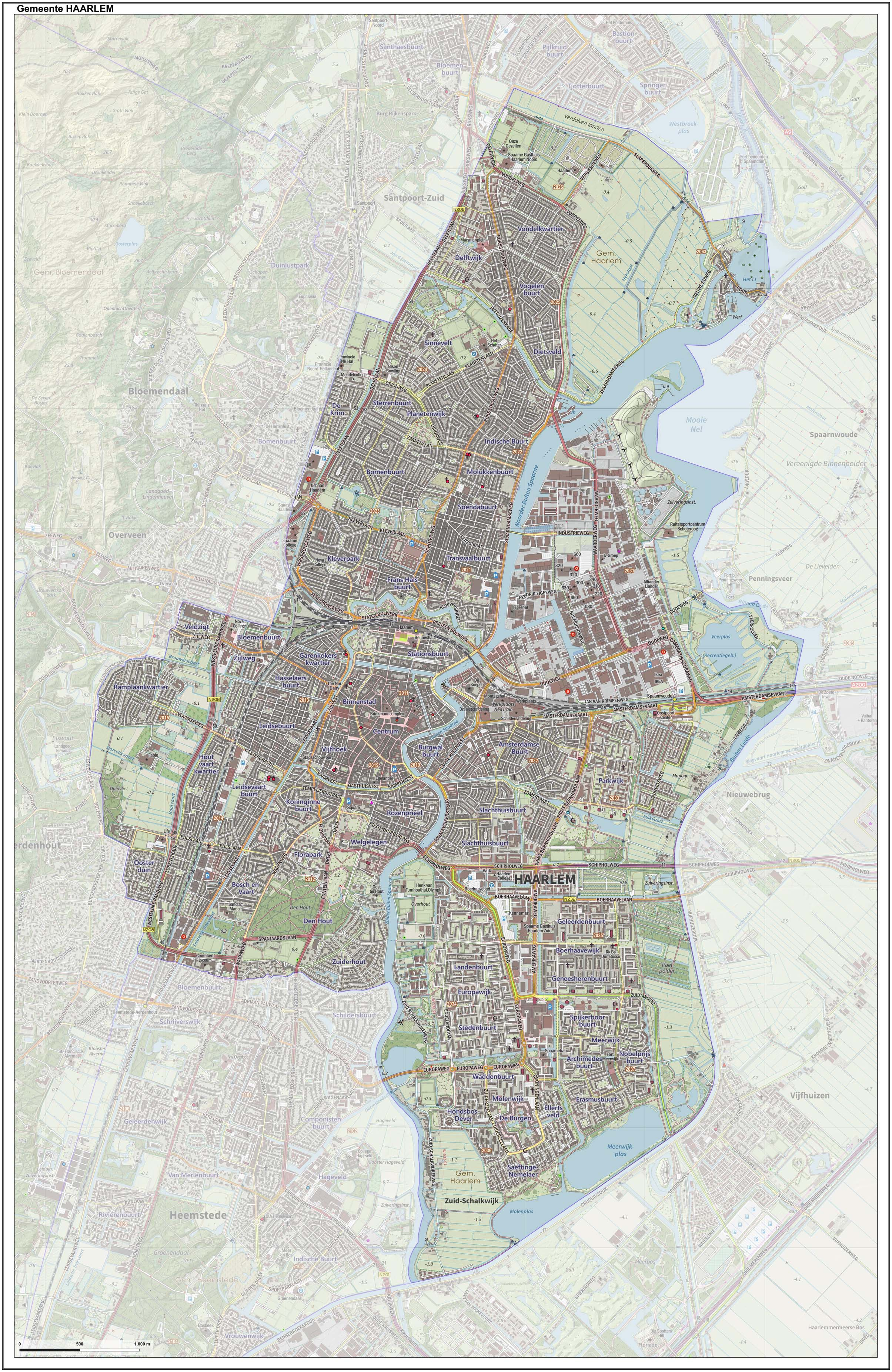
Topografische kaart van de gemeente Haarlem, september 2022

Het centrum van Haarlem, Haarlem-Noord en het Haarlemmerhoutkwartier liggen op een oude, afgegraven strandwal ten westen van de rivier het Spaarne. Op deze strandwal liggen ook de dorpen Heemstede en Bennebroek. De westelijke wijken van de stad liggen in de laagveenvlakte tussen deze strandwal en de oude duinen waarop o.a. de dorpen Aerdenhout, Overveen, Bloemendaal en Santpoort liggen. Ten westen van deze dorpen liggen de jonge, vooral onbebouwde duinen. De wijken Haarlem-Oost en Schalkwijk, die ten oosten van het Spaarne liggen, zijn gebouwd op laagveenafzettingen. Ten noorden van Haarlem liggen de zeekleipolders van het voormalige IJ. Ten oosten van Haarlem ligt de droogmakerij de Haarlemmermeer.
Ten noorden en ten oosten van Haarlem liggen grote weidegebieden die een groene buffer vormen tussen de stad en Amsterdam. De Haarlemmermeer ten zuidoosten van de stad herbergt veelal akkerland. Ten zuidwesten van Haarlem liggen bosgebieden en tuinbouwgronden waaronder veel bollenvelden. Tussen Haarlem en Leiden ligt namelijk de Bollenstreek, waar in de lente vele tulpen, narcissen en hyacinten in bloei staan. Het gebied ten westen van de stad bestaat uit bossen en duinen.
Van de totale oppervlakte van Haarlem, 32,09 km², bestaat 91,3% (29,32 km²) uit land en 8,7% (2,8 km²) uit water. 59% (18,93 km²) van de grond is, uitgaand van 2012, bebouwd.

### Stadsindeling
De gemeente Haarlem is opgedeeld in 5 stadsdelen, 21 wijken, die weer onderverdeeld zijn in een groot aantal buurten.

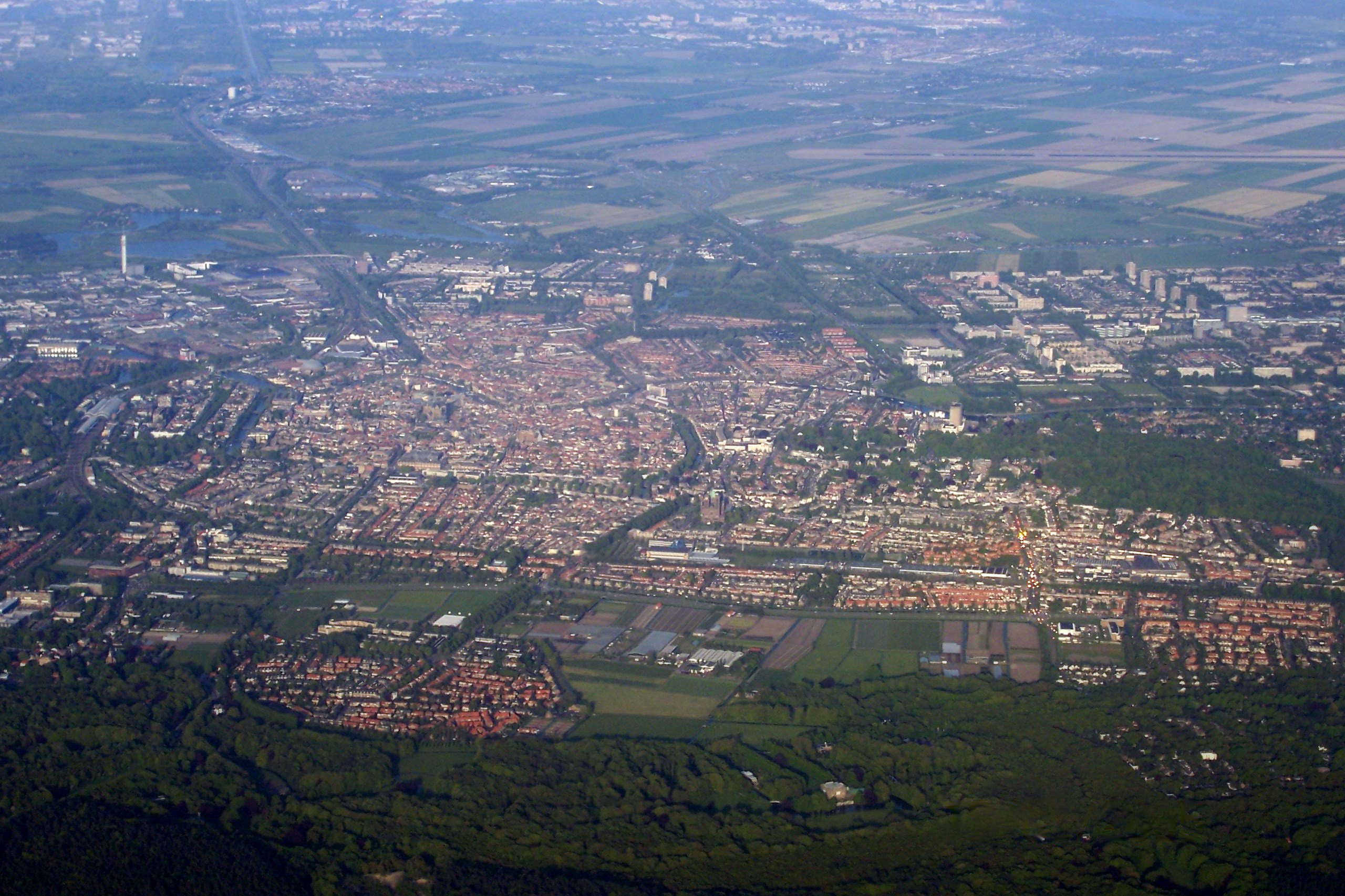
Luchtfoto van Haarlem. Onder: Westelijk Tuinbouwgebied en het tuindorp Ramplaankwartier, linksmidden: de Oude Stad, rechtsmidden: Haarlemmerhout, rechtsboven: Schalkwijk.

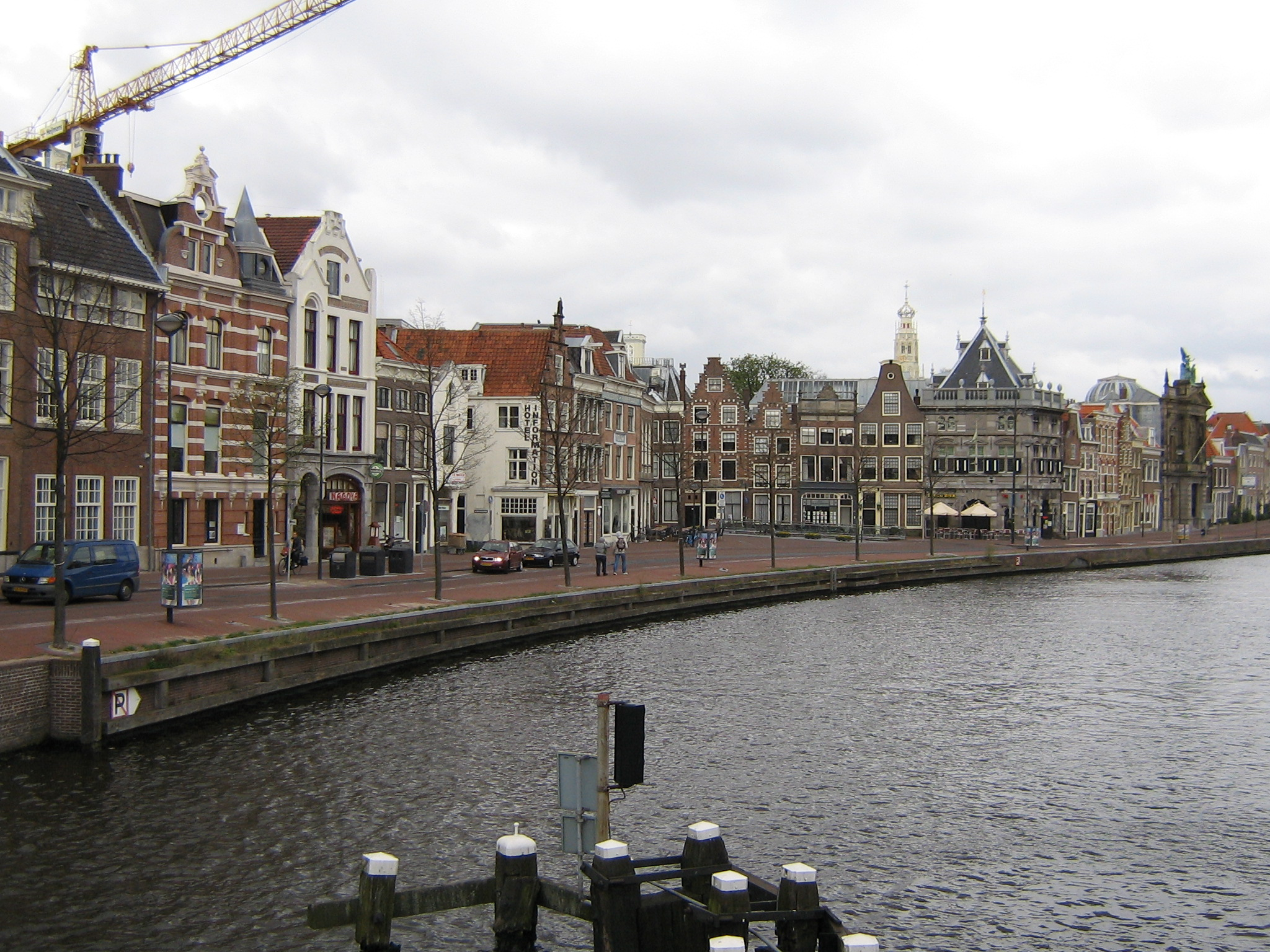
Het Spaarne.

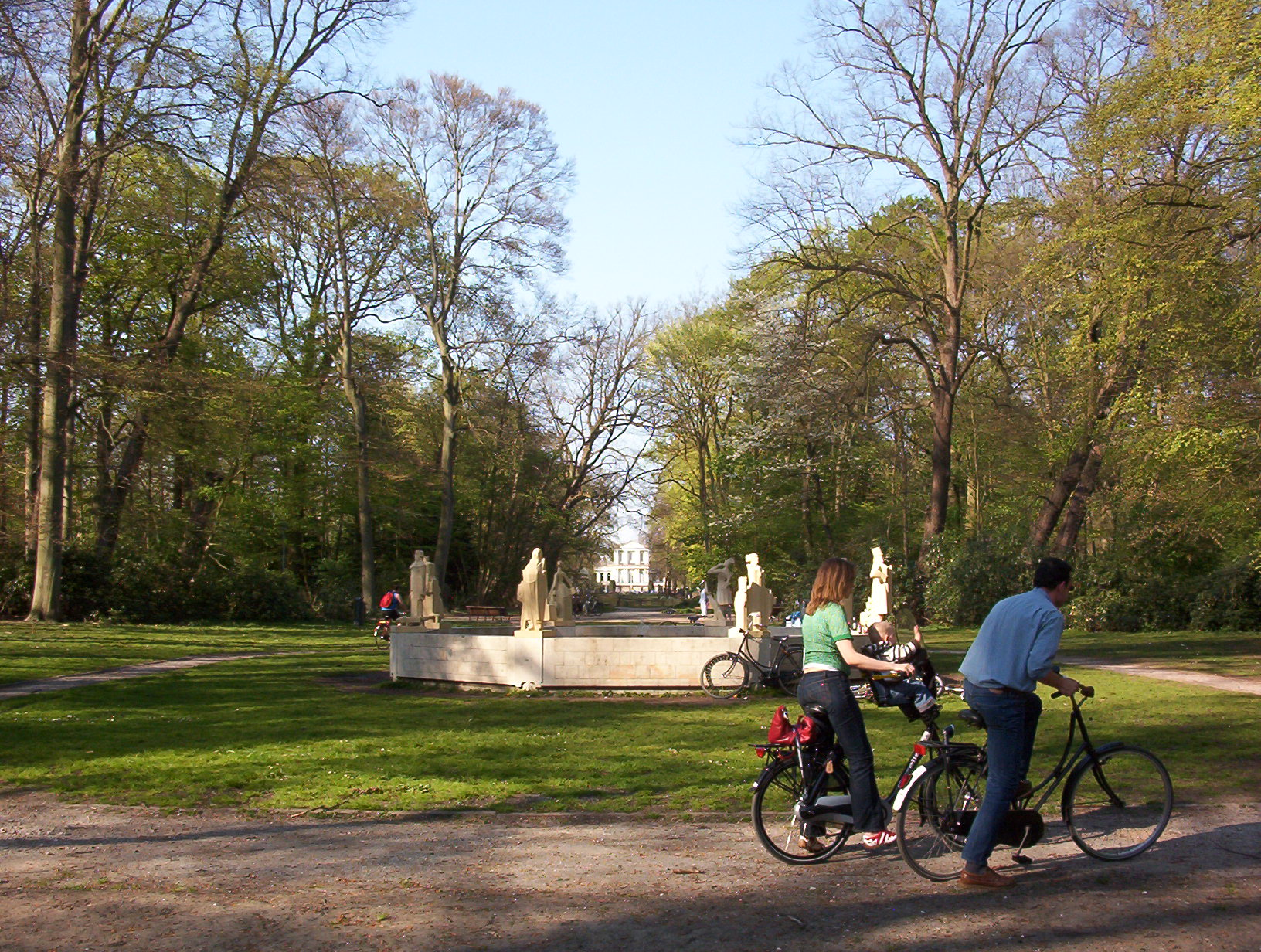
Hildebrand-monument in de Haarlemmerhout.

#### Centrum

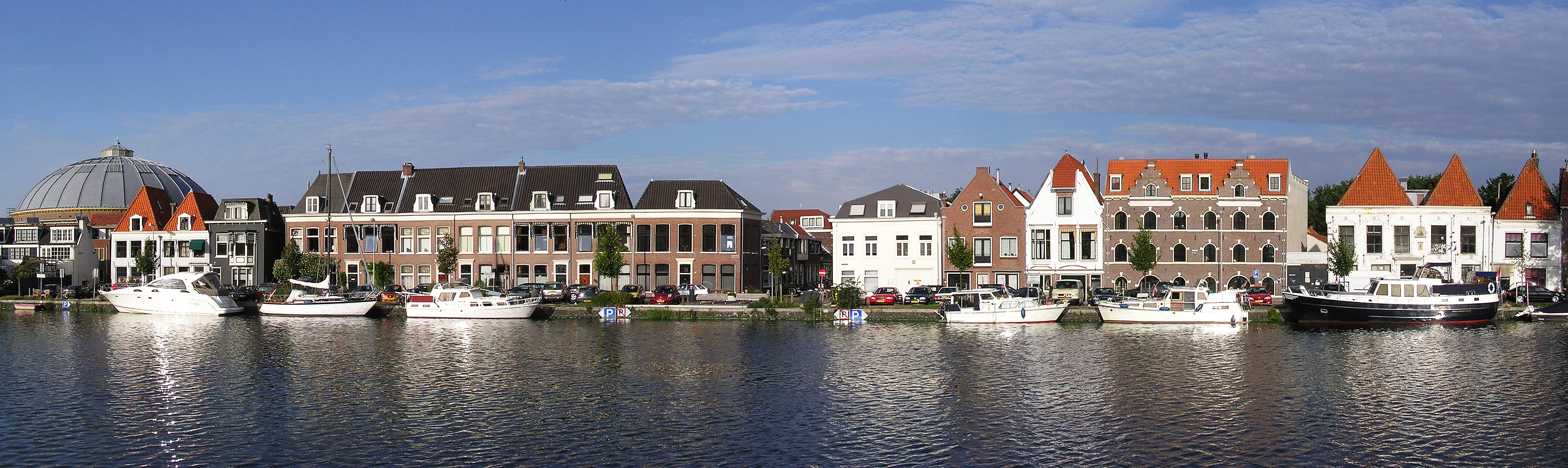
Huizen aan de Korte Dijk en Houtmarkt langs de rivier het Spaarne. Links op de achtergrond is de Koepelgevangenis te zien.

#### Zuid-West
Dit stadsdeel, dat bestaat uit de wijken ten zuiden en ten westen van de Haarlemse binnenstad heeft ongeveer 34.500 inwoners. Ten westen van het centrum ligt het Garenkokerskwartier, een wijk met zowel herenhuizen als straten met arbeiderswoningen. Ten zuiden van het centrum ligt de Haarlemmerhout. Aan dit stadspark ligt het 18e-eeuwse neoclassicistische Paviljoen Welgelegen, dat thans deel uitmaakt van het provinciehuis van Noord-Holland. Welgelegen werd gebouwd door bankier Henry Hope en werd tijdens de Franse tijd bewoond door Lodewijk Napoleon. Rondom het park liggen de buurten die tot het Haarlemmerhoutkwartier worden gerekend, zoals de Koninginnebuurt en Bosch en Vaart. In deze wijk liggen de duurste buurten van de stad. Veel van de vroeg-20e-eeuwse villa's zijn in gebruik als kantoorpand. Ingeklemd tussen het centrum, het Spaarne en de Haarlemmerhout ligt het Rozenprieel, een laat-19e-eeuwse arbeidersbuurt.

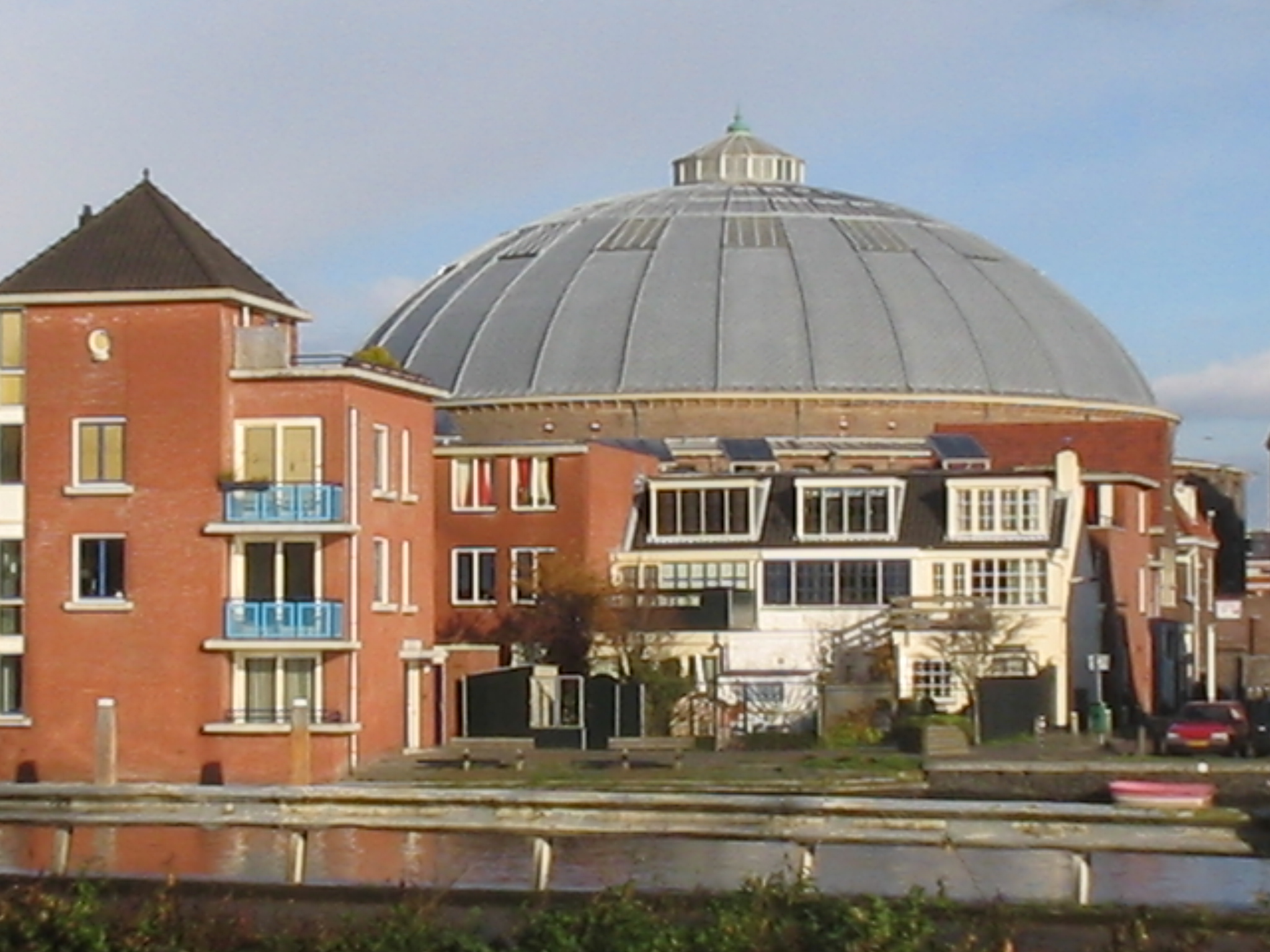
De voormalige koepelgevangenis in Haarlem Oost.

In 2010 is de bouw van een groot aantal nieuwbouw appartementen afgerond, deze zijn gebouwd op het terrein waar vroeger de Mariastichting zich bevond. De Hoge Hout die midden in die nieuwbouw staat is een opvallende verschijning en is van grote afstand te zien.
Ten westen van het centrum ligt een andere laat-19e-eeuwse arbeiderswijk, de Leidsebuurt. In deze buurt, die tussen de Leidsevaart en de spoorbaan naar Leiden in ligt, staan nog een groot deel van de oorspronkelijke bebouwing overeind. Ten zuiden van deze buurt werd eind 19e eeuw begonnen met de bouw van de Kathedraal St. Bavo. Ten westen van de spoorbaan ligt het uit 1927 daterende openluchtzwembad De Houtvaart. Tijdens de Olympische Zomerspelen van 1928 die in Amsterdam werden gehouden, trainde hier de Amerikaanse zwemploeg. Aan de westrand van Haarlem is het aan de duinen grenzende Westelijk Tuinbouwgebied een van de weinige landbouwgronden binnen de gemeente. De Westelijke Randweg vormt een scheiding tussen stad en land. Midden in dit tuinbouwgebied ligt het tuindorp Ramplaankwartier. In het zuidwestelijkste puntje van Haarlem staat Haarlem-Hoog, een van de eerste en hoogste flatgebouwen van de stad. Het is een van de weinige flats in dit stadsdeel dat vooral wordt gedomineerd door eengezinswoningen.

#### Oost
In dit oostelijke stadsdeel met ruim 21.000 inwoners bevinden zich een aantal arbeidersbuurten. Ze zijn gebouwd in de eerste helft van de 20e eeuw. In dit deel van de stad bevindt zich het voormalige slachthuis, waarnaar de daar gelegen Slachthuisbuurt is genoemd. Het vlees van de hier geslachte dieren werd naar de Vleeshal op de Grote Markt gebracht. Toen het gebouw leeg kwam te staan kwam de gemeente voor de vraag te staan welke bestemming dit monument moest krijgen. Rond 1960 is ten oosten van de arbeidersbuurten Parkwijk gebouwd, een buurt die wordt gekenmerkt door flats en rijtjeshuizen. Ook het Reinaldapark is er gelegen, waar Parkwijk zijn naam aan heeft te danken. De buurt werd opgeknapt met het Huis van Hendrik, de Haarlemse School. De Groene Linten was het laatste schakelstuk in de vernieuwing en ligt direct naast het vernieuwde stadspark. 
De laatste grote uitbreiding van de wijk vormde de buurt de Zuiderpolder, die gebouwd werd in de jaren 80 van de 20e eeuw. Hier vond experimentele woningbouw plaats. Voorbeelden hiervan zijn de Scheve Flat, De roze huizen, een ronde basisschool en de U-vormige portiekflat langs de Charta-77-vaart. Deze twee naoorlogse buurten worden gescheiden door een fietspad waar voorheen de Haarlemmermeerlijn liep. Op de grens van Haarlem-Oost en het centrum bevindt zich de karakteristieke Koepelgevangenis, evenals Molen de Adriaan en de Scheepmakersdijk. Ook staat de enige overgebleven stadspoort in dit stadsdeel, namelijk de Amsterdamsepoort. Deze ligt aan het einde van de (gedempte) Amsterdamsevaart. Ook zijn de Oostvest, Papentorenvest en het laatste stuk van de Herensingel gedempt om plaats te maken voor het verkeer.
Ten noorden van de Amsterdamsevaart ligt het industriegebied Waarderpolder. Dit gebied huisvest veelal detail- en groothandelsbedrijven, bedrijven uit de bouwnijverheid en lichte industrie. Langs de Oudeweg ligt de enige woonwijk in de Waarderpolder, namelijk de Sportheldenbuurt. Deze grenst tot aan de oostoever van het Spaarne en in het oosten tot na de bebouwing aan de Wim van Eststraat. In deze buurt ligt ook de voormalige Drostefabriek. Deze is in verval geraakt en omgebouwd tot woningen. Langs het Spaarne liggen nog meer, veelal oude, monumentale fabrieksgebouwen en loodsen. Een voorbeeld hiervan is het vroegere terrein van Energiebedrijf Haarlem; hier worden de oude monumentale panden behouden en flink opgeknapt, ook worden er nieuwe kantoorgebouwen bijgebouwd. Dit project wordt Nieuwe Energie genoemd. Een voorbeeld van een succesvol gerenoveerd pand is de Lichtfabriek, waar het hele jaar door grote feesten worden gegeven. Een stukje verder ligt de enorme bedrijfshal van Figee, die is verbouwd tot een bedrijfsgebouw met bedrijfsruimten en lofts. Aan de oostkant van de Waarderpolder bevindt zich het hoogste bouwwerk van Haarlem: de 149 meter hoge KPN-toren.

#### Noord

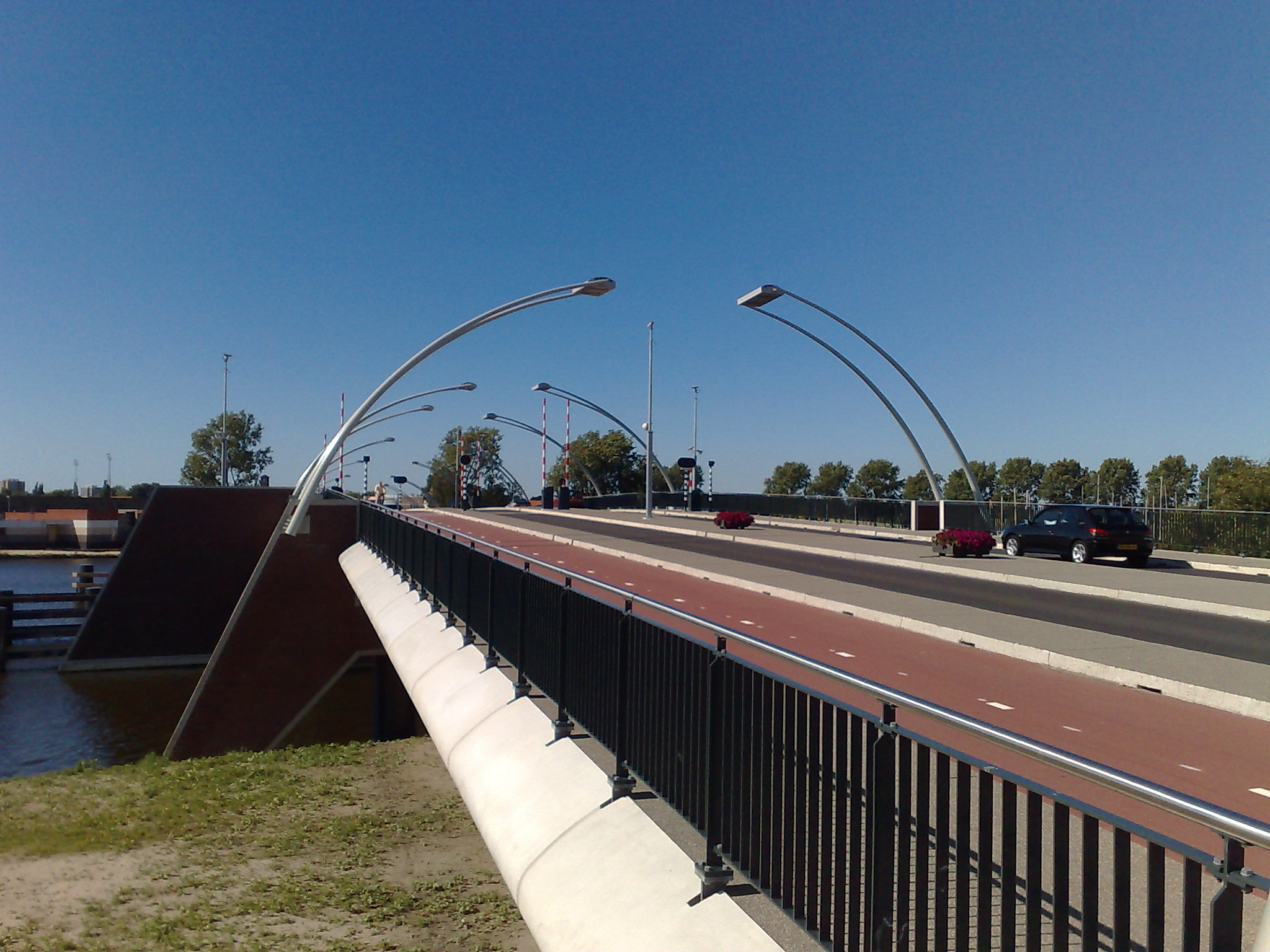
De Schoterbrug in Haarlem Noord

Dit stadsdeel met ruim 56.000 inwoners behoorde tot 1927 voor het grootste gedeelte tot de gemeente Schoten. Het gebied net ten noorden van het station was al in 1884 geannexeerd. Hier verrezen in rap tempo de Frans Halsbuurt en Kleverparkbuurt. In 1882 werd begonnen met de bouw van de Ripperdakazerne. Na de annexatie van Schoten is de voormalige gemeente binnen 25 jaar bijna helemaal volgebouwd. Er staan veelal eengezinswoningen uit de jaren 30, 40 en 50 van de 20e eeuw. Hier zijn ook de stadskweektuinen bij Huis ter Kleef aan de Kleverlaan, de vier begraafplaatsen en het Huis te Zaanen te vinden. In Haarlem-Noord bevinden zich enkele belangrijke sportaccommodaties. Voetbalclub HFC Haarlem had er zijn stadion en ook Hockeyclub Haarlem, Rugbyclub Haarlem RFC Haarlem, de honk- en softbalclub Sparks Haarlem en honkbalclub Kinheim zijn er gevestigd. Aan de westrand van het stadsdeel liggen het Pim Mulierstadion en de deels overkapte kunstijsbaan. In Haarlem-Noord bevindt zich tevens de kleinste dierentuin van Nederland: Artisklas Haarlem.

#### Schalkwijk
In 1963 werd Schalkwijk, tot dan een deel van de gemeente Haarlemmerliede en Spaarnwoude, geannexeerd door Haarlem. Het stadsdeel heeft ongeveer 32.500 inwoners. De wijk in het zuidoosten van de gemeente werd gedurende de jaren 60, 70 en 80 volgebouwd. Er staan veel hoge galerijflats, lage portiekflats en sobere seriebebouwing. Het centraal gelegen Winkelcentrum Schalkwijk telt 85 winkels. Schalkwijk wordt ook gekenmerkt door het vele groen dat de flatgebouwen omringt en het goede doorgaande wegennet. Schalkwijk wordt aan drie kanten omringd door water: Ten westen loopt het Spaarne, ten zuiden liggen de Molenplas en de Meerwijkplas en ten oosten loopt de Ringvaart van de Haarlemmermeerpolder. Aan de noordrand langs de Schipholweg ligt de locatie van een van Haarlems laatste grote stadsuitbreidingen: De Entree van Haarlem.

### Beschermd stadsgezicht
De oude kern van de stad, de Haarlemmerhout en het gebied tussen de Hout en de binnenstad zijn op 5 december 1990 aangewezen als beschermd stadsgezicht. Zo wil men de historische stedenbouwkundige structuur en het historisch stadsbeeld zo goed mogelijk beschermen. Het gaat dus niet alleen om al de monumenten die de stad rijk is, maar om het totaalbeeld dat wordt gevormd door gebouwen, straten, pleinen, grachten en bruggen. Het dorp Spaarndam heeft al sinds 1971 de status beschermd dorpsgezicht.
Rond 2015 zijn enkele voor-oorloogse buurten in de stadsdelen Noord en Zuid-West opgenomen in het beschermd stadsgezicht, waaronder de Patrimoniumbuurt, Kleverpark, Bomenbuurt, Koninginnebuurt en Den Hout.
Met deze recentste toevoegingen omvat het beschermd stadsgezicht de delen Centrum, Zuid, Zuidwest en Noord.

### Parken en recreatiegebieden

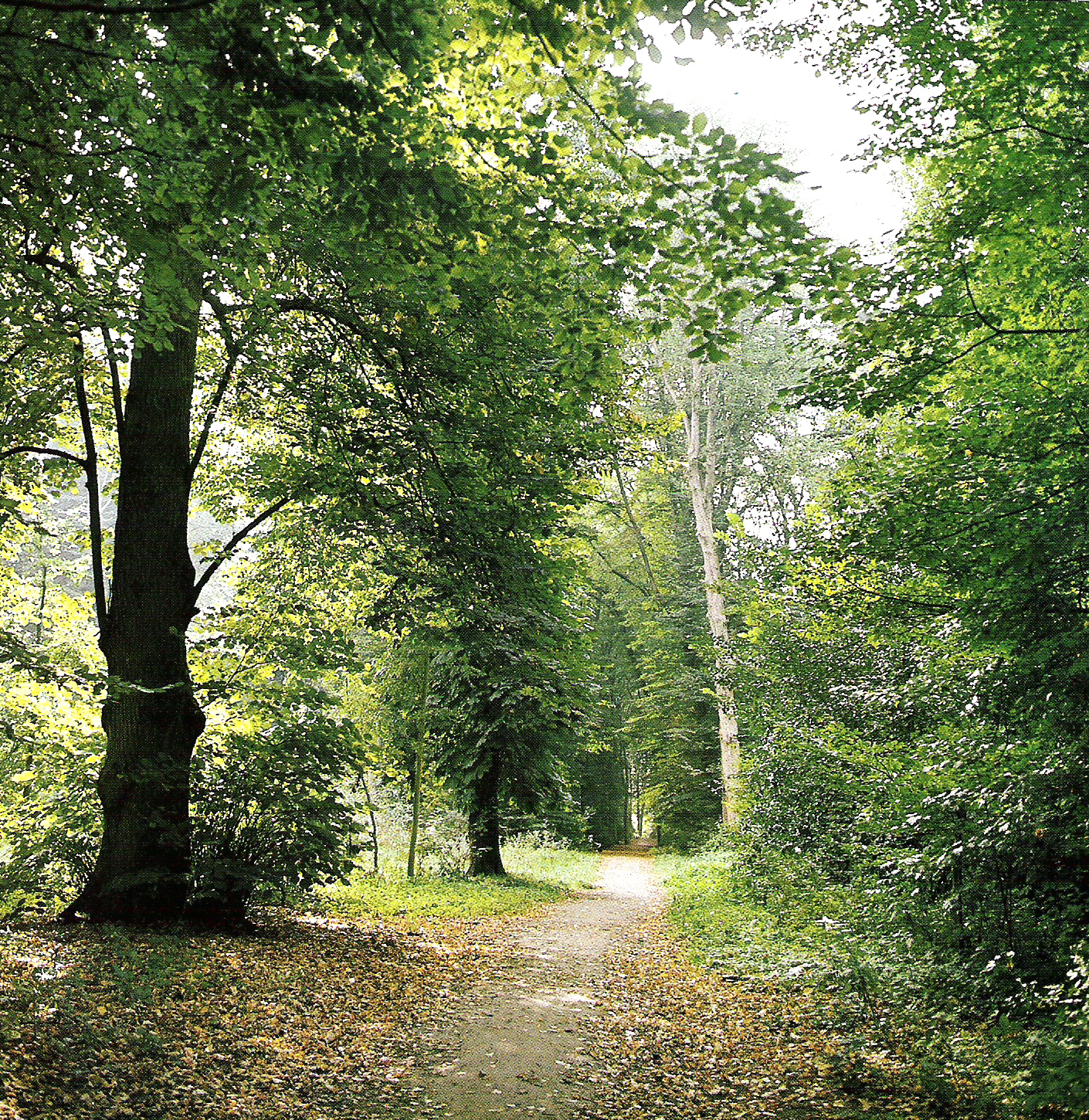
Stadsbos de Haarlemmerhout.

In Haarlem bevinden zich verscheidene parken en recreatiegebieden. Hiervan is de Haarlemmerhout toch de bekendste. De Haarlemmerhout is een stadsbos aan de rand van Haarlem. Het bos bestaat al sinds het begin van onze jaartelling. Vooral in de Gouden Eeuw gold dit bos als trekpleister voor rijke mensen die hier en vlak bij het Spaarne wilden wonen. Paviljoen Welgelegen is te vinden in dit park.
Het Kenaupark, ontworpen in 1865, is het op een na bekendste park in Haarlem. De naam heeft het te danken aan Kenau Simonsdochter Hasselaer, die leefde van 1526 tot 1588 of 1589. Zij speelde een grote rol tijdens het Beleg van Haarlem.
Andere parken in Haarlem zijn onder andere het Frederikspark, Ripperdapark, De Bolwerken, Burgemeester Reinaldapark, het Molenplaspark en het Schoterbos.
In de omgeving zijn nog meer natuurgebieden en parken te vinden. Het grootste is het Nationaal Park Zuid-Kennemerland in Velsen, Bloemendaal en Zandvoort. Recreatiegebied Spaarnwoude is te vinden in Haarlemmerliede en Spaarnwoude. Het Haarlemmermeerse Bos bevindt zich nabij Hoofddorp in de gemeente Haarlemmermeer.

## Demografie

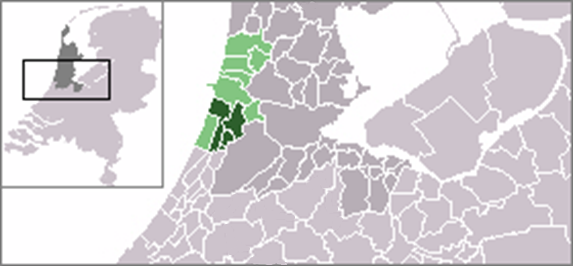
Haarlem is een centrumgemeente. De grootstedelijke agglomeratie (donkergroen) telt circa 200.000 inwoners en het stadsgewest (lichtgroen) meer dan 400.000.

Haarlem heeft per 22 november 2024 167.636 inwoners en is daarmee, na Amsterdam, naar inwonertal de tweede stad van Noord-Holland. In Nederland is Haarlem naar inwonertal de twaalfde gemeente. Aangezien de grenzen van de stad en de gemeente gelijk lopen, scoort Haarlem als enkel naar de stedelijke kernen wordt gekeken nog hoger: het is naar inwonertal de tiende stad van Nederland.
Met een bevolkingsdichtheid van 5.036 inwoners per km² land - voor Nederland in zijn geheel is de bevolkingsdichtheid 486 inwoners per km² - is Haarlem een van de dichtstbevolkte steden van het land. De omgevingsadressendichtheid, een andere indicator voor de stedelijkheid, bedroeg in 2006 3.130.

### Bevolkingsontwikkeling
Haarlem profiteerde van de Gouden Eeuw en zag zijn bevolking in die periode groeien naar 40.000 inwoners. Tegen het eind van de 17e eeuw lag het inwonertal zelfs boven de 50.000. De stad kromp in de daaropvolgende eeuw echter flink in en viel terug tot circa 20.000 inwoners.
Tijdens de 19e eeuw nam het aantal inwoners gestaag toe om opnieuw boven de 50.000 uit te stijgen. In de jaren 20 van de 20e eeuw groeide het Haarlemse bevolkingscijfer voorbij de grens van 100.000 inwoners. In 1967 bereikte Haarlem het hoogste aantal inwoners: 173.133. Daarna was er gedurende enkele decennia sprake van een bevolkingsdaling, doordat er steeds meer bedrijvigheid uit de stad vertrok en er dus minder werk was. In 1994 zakte het inwonertal onder de 150.000, waarna de bevolkingsdaling enigszins stagneerde. In 2005 werd het dieptepunt behaald met 146.790, echter is er sinds 2010 weer een toename van het aantal inwoners te zien tot nagenoeg 161.260 op 1 januari 2019. Daarmee is het aantal inwoners tussen 2005 en 2019 met een aantal van 14.470 inwoners toegenomen.
Haarlem fungeert sinds eind jaren 90 als 'overloop' van Amsterdam. Omdat in Amsterdam de huizen schaars en duur zijn, kozen steeds meer voormalige Amsterdammers voor Haarlem. De huizenprijzen in Haarlem zijn daardoor gestegen.
In de onderstaande grafiek is de ontwikkeling van het bevolkingsaantal van Haarlem weergegeven.

### Samenstelling
| Bevolking naar nationale afkomst per 1-1-2019      | Bevolking naar nationale afkomst per 1-1-2019 | Bevolking naar nationale afkomst per 1-1-2019 | Bevolking naar nationale afkomst per 1-1-2019 |
| -------------------------------------------------- | --------------------------------------------- | --------------------------------------------- | --------------------------------------------- |
| Totaal aantal personen met een migratieachtergrond | 48.110                                        | 32,1% per 2022                                |                                               |
| Europese Unie                                      | 13.700                                        | 28,5%                                         |                                               |
| Midden en Oost-Europa                              | 3.660                                         | 7,6%                                          |                                               |
| Turkije                                            | 6.630                                         | 13,8%                                         |                                               |
| Marokko                                            | 5.290                                         | 11%                                           |                                               |
| Suriname                                           | 2.200                                         | 4,6%                                          |                                               |
| Nederlandse Antillen                               | 1.100                                         | 2,3%                                          |                                               |
| Indonesië                                          | 4.620                                         | 9,6%                                          |                                               |

In Haarlem had in 2024 64% van de inwoners een Nederlandse achtergrond en 36% een migratieachtergrond, waarbij ten minste één ouder uit het buitenland afkomstig is.
Op 1 januari 2019 telde Haarlem 161.260 inwoners, van wie 82.266 vrouwen (51,0%) en 78.994 mannen (49%). Per 1 januari 2018 waren er 76.946 huishoudens, met een gemiddelde grootte van 2,00 personen; 44% van die huishoudens worden gevormd door eenpersoonshuishoudens, tegenover 31% procent door huishoudens met kinderen en 24% huishoudens zonder kinderen.
In 2019 was 16,9 procent van de Haarlemmers 14 jaar of jonger, oftewel 27.230 inwoners. De groep van 15- tot en met 24-jarigen telde 16.526 inwoners en vormt 10,2 procent. De grootste groep inwoners met de leeftijd tussen 25 en 44 vormde met 47.118 inwoners en 29,2 procent van de totale bevolking de grootste leeftijdsgroep binnen Haarlem. 42.917 Haarlemmers (26,6%) vallen binnen de categorie van de 45- tot en met 64-jarigen en 22.624 (15,3%) van de inwoners is 65 jaar of ouder. De gemiddelde leeftijd in Haarlem bedroeg 40,3 jaar.
31,4% van de bevolking had ten minste één ouder die in het buitenland is geboren, tegenover 25% in heel Nederland. In de wijken Europawijk, Boerhaavewijk en Meerwijk betreft dit meer dan 40% van de bevolking.

### Religie

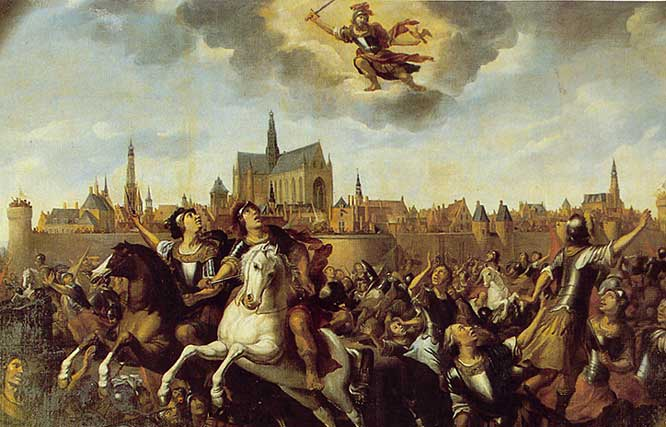
Sint Bavo redt Haarlem van de Kennemers in 1274. Schilderij uit 1673

Volgens het Permanent Onderzoek Leefsituatie (POLS) van het (CBS) uit 2001–2003 was in deze periode bijna twee derde van de bevolking van de agglomeratie Haarlem – 64,4% – niet kerkelijk gezind. 18,2% van de bevolking is rooms-katholiek, 6,3% Nederlands Hervormd, 2,8% gereformeerd en 6,4% islamitisch.
De heilige Bavo is de beschermheilige van de stad. De verering van Sint Bavo is overgenomen uit Gent, een stad die vanwege de lakenindustrie goede banden onderhield met Haarlem.
Haarlem is sinds 1853 de zetel van het rooms-katholieke bisdom Haarlem, dat sinds 1 januari 2009 de naam bisdom Haarlem-Amsterdam draagt. De kathedraal van het bisdom is de Kathedrale basiliek Sint Bavo aan de Leidsevaart. Voor de bouw van de Basiliek Sint Bavo was de zetel van het bisdom Haarlem gevestigd in het Bisdommelijk of Bisschoppelijk Paleis aan de Nieuwe Gracht 80 te Haarlem, het pand is inmiddels verbouwd tot woningen. Zie ook de lijst van kerken in Haarlem.

### Taal
Het stadsdialect van Haarlem is het Haarlems, een Zuid-Hollands dialect dat echter ook kenmerken deelt met het Amsterdams. In het verleden sloot het Haarlems redelijk aan bij het Kennemerlands. Door dialectverandering is daar nu niets speciaals meer van te merken. De Haarlemse fonologie wordt gekenmerkt door een stemloze articulatie van fricatieven die in de standaardtaal stemhebbend zijn (v, z, g > f, s, ch), de relatief gesloten uitspraak van de korte e (dat wil zeggen: pet gaat de richting op van pit) en de gepalataliseerde realisatie van de d, t en n.
Haarlem heeft de reputatie dat er het "zuiverste" Nederlands wordt gesproken. Hoewel het dialect van de plaats inderdaad niet veel van het Standaardnederlands afwijkt, is het niet zo dat men naar Haarlem moet afreizen om juist daar het zuivere Nederlands te horen. De reputatie heeft de stad waarschijnlijk te danken aan de Haarlemmer Johan Winkler, die in de 19e eeuw in zijn Dialecticon schreef dat de plaatselijke volkstaal veel leek op het "modern Hollandsch" en dat dit moderne Nederlands al door de helft van de Haarlemse bevolking werd gesproken.

## Politiek en bestuur

### Provinciebestuur
Haarlem is de provinciehoofdstad van Noord-Holland. Het provinciehuis, het Paviljoen Welgelegen, bevindt zich nabij de Haarlemmerhout.

### College van B EN W

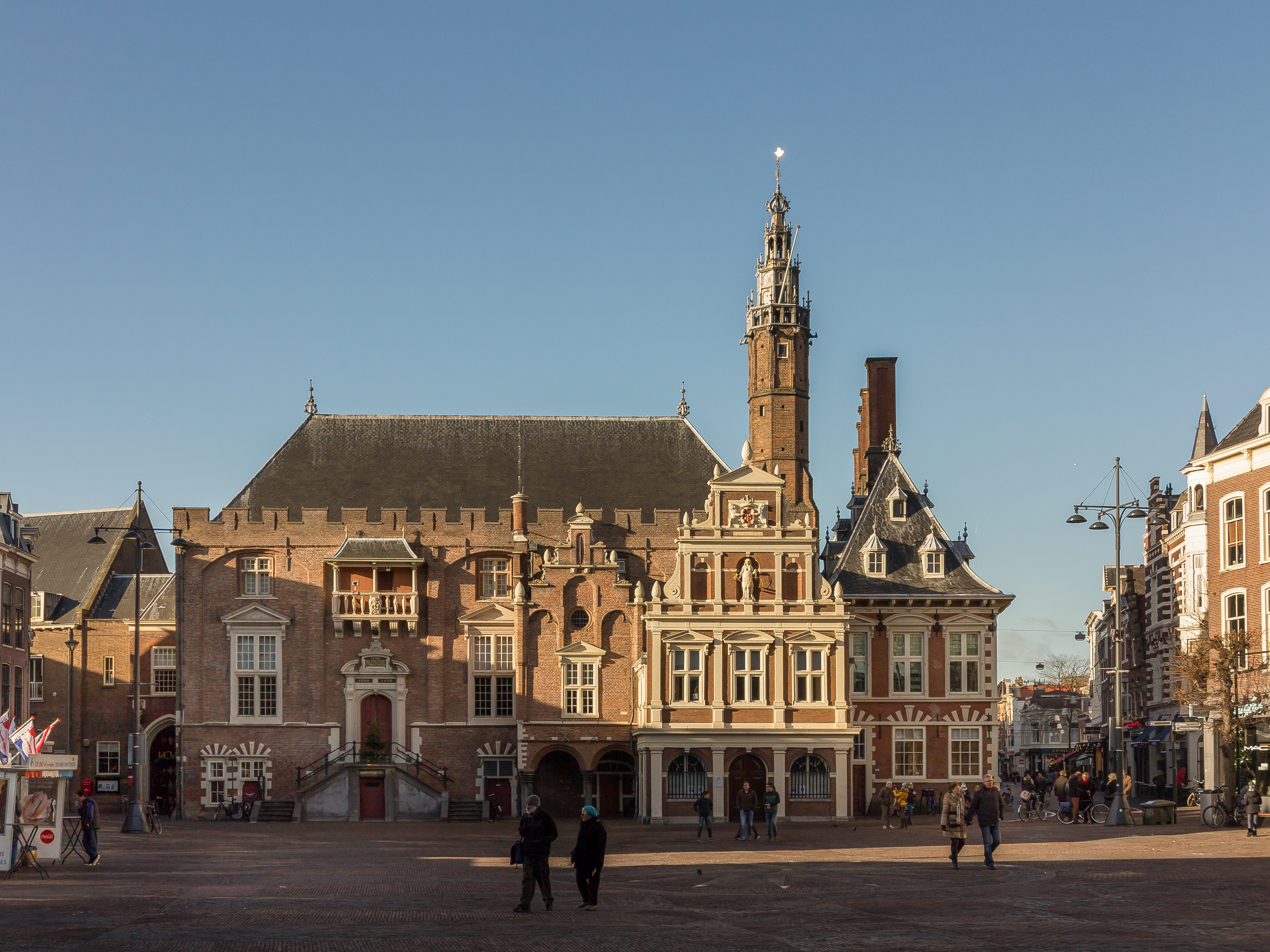
Het stadhuis van Haarlem.

De stad wordt bestuurd door het college van burgemeester en wethouders, dat bestaat uit de burgemeester en vijf wethouders uit de coalitiepartijen PvdA, GroenLinks, D66 en CDA. De Actiepartij maakt ook deel uit van de coalitie, maar levert geen wethouder. De vijf partijen bezitten samen 21 van de 39 zetels in de raad.
Het College van B EN W bestaat uit de volgende zes personen:
- Jos Wienen (burgemeester, CDA): Openbare Orde en Veiligheid, Bestuurszaken, Burgerzaken, Stadspromotie
- Robbert Berkhout (wethouder, GroenLinks): Klimaat & Energie, Vergroenen & Openbare ruimte, Economie, Project invoeren gereguleerd parkeren, Dierenwelzijn
- Bas van Leeuwen (wethouder, D66): Onderwijs, Jeugd, Mobiliteit & Parkeerbeleid, Versterken lokale democratie & Participatie, Project invoeren gereguleerd parkeren
- Diana van Loenen (wethouder, PvdA): Werk & Inkomen, Minima & Schulden, Zorg, Welzijn & Volksgezondheid, Cultuur
- Eva de Raadt (wethouder, CDA): Sport, Diversiteit & Inclusie, Bedrijfsvoering, Dienstverlening & Digitalisering, Vastgoed
- Floor Roduner (wethouder, PvdA): Financiën, Ruimtelijke ordening, Grondbeleid & Wonen, Monumenten, Wijkplatforms

### Gemeenteraad
De gemeenteraad van Haarlem bestaat uit 39 leden en wordt sinds 21 september 2016 voorgezeten door burgemeester Jos Wienen. De raad telt 15 verschillende fracties.
De uitslag (in procenten) en zetelverdeling van de gemeenteraadsverkiezingen vanaf 1990:
| Partij                       | 1990       | 1994      | 1998       | 2002      | 2006       | 2010      | 2014      | 2018      | 2022       |
| ---------------------------- | ---------- | --------- | ---------- | --------- | ---------- | --------- | --------- | --------- | ---------- |
| PvdA                         | 11 (27,3%) | 9 (21,4%) | 11 (25,1%) | 8 (20,3%) | 11 (25,6%) | 7 (16,4%) | 6 (14,2%) | 6 (13,5%) | 7 (16,45%) |
| GroenLinks                   | 4 (10,1%)  | 6 (15,8%) | 5 (12,5%)  | 5 (12,4%) | 4 (10,4%)  | 7 (15,3%) | 5 (11,2%) | 9 (19,9%) | 6 (14,5%)  |
| D66                          | 8 (18,8%)  | 7 (17,0%) | 3 (7,7%)   | 3 (7,5%)  | 2 (4,7%)   | 8 (18,2%) | 9 (19,9%) | 5 (12,4%) | 5 (13,0%)  |
| VVD                          | 6 (14,4%)  | 7 (17%)   | 9 (20,6%)  | 7 (16,2%) | 7 (17,3%)  | 5 (12,7%) | 5 (11,9%) | 5 (13,0%) | 5 (11,0%)  |
| CDA                          | 9 (22,9%)  | 6 (16,5%) | 5 (13,1%)  | 6 (14,7%) | 4 (9,2%)   | 3 (7,9%)  | 4 (9,5%)  | 4 (10,1%) | 2 (5,2%)   |
| SP                           | -          | -         | 2 (6,2%)   | 2 (6,9%)  | 7 (18,3%)  | 5 (12,5%) | 4 (10,7%) | 2 (6,3%)  | 2 (4,5%)   |
| Jouw Haarlem                 | -          | -         | -          | -         | -          | -         | -         | 1 (3,9%)  | 2 (4,4%)   |
| Partij voor de Dieren        | -          | -         | -          | -         | -          | -         | -         | -         | 2 (6,34%)  |
| OPHaarlem                    | -          | -         | -          | -         | -          | -         | -         | -         | 2 (4,9%)   |
| TROTS Haarlem                | -          | -         | -          | -         | -          | 1 (3,6%)  | 1 (2,2%)  | 2 (5,9%)  | 1 (2,68%)  |
| Actiepartij                  | -          | -         | -          | -         | 1 (3,8%)   | 1 (3,1%)  | 2 (5,1%)  | 1 (4,0%)  | 1 (2,76%)  |
| Hart voor Haarlem            | -          | -         | -          | -         | -          | -         | -         | 1 (3,7%)  | 1 (3,65%)  |
| ChristenUnie                 | -          | -         | -          | -         | -          | -         | -         | -         | 1 (2,4%)   |
| Belang van Nederland         | -          | -         | -          | -         | -          | -         | -         | -         | 1 (2,3%)   |
| Forum voor Democratie        | -          | -         | -          | -         | -          | -         | -         | -         | 1 (2,3%)   |
| Ouderenpartij Noord-Holland  | -          | -         | -          | -         | 1 (2,8%)   | 2 (4,6%)  | 2 (6,0%)  | 2 (4,6%)  | -          |
| ChristenUnie/SGP             | 0 (1,7%)   | 1 (2,5%)  | 1 (2,3%)   | 1 (2,3%)  | 1 (2,5%)   | 0 (2,0%)  | 1 (2,5%)  | 1 (2,6%)  | -          |
| Partij Spaarnestad           | -          | -         | -          | -         | 1 (3,0%)   | - (1,6%)  | -         | -         | -          |
| Sociaal Lokaal               | -          | -         | -          | -         | -          | -         | - (1,7%)  | -         | -          |
| OPA                          | -          | -         | -          | -         | -          | -         | - (0,9%)  | -         | -          |
| Haarlem Plus                 | -          | -         | -          | -         | -          | -         | - (2,1%)  | -         | -          |
| Partij Voor De Jeugd         | -          | -         | -          | -         | -          | -         | - (1,5%)  | -         | -          |
| Stadspartij Leefbaar Haarlem | -          | -         | 1 (4,0%)   | 7 (16,4%) | -          | -         | -         | -         | -          |
| De Groenen                   | -          | -         | 1 (2,6%)   | 0 (2,2%)  | -          | -         | -         | -         | -          |
| Partij Moeder CAO            | -          | -         | -          | -         | -          | 0 (0,3%)  | -         | -         | -          |
| Forza! Nederland             | -          | -         | -          | -         | -          | 0 (1,8%)  | -         | -         | -          |
| Overige                      | - (0,8%)   | -         | - (1,1%)   | - (1,0%)  | - (0,5%)   | -         | -         | -         | -          |

### Stedenbanden
Haarlem heeft samenwerkingsverbanden met meerdere steden. Er zijn stedenbanden met drie steden:
- Angers (Frankrijk), sinds 1964
- Osnabrück (Duitsland), sinds 1961
- Harlem, New York, New York (Verenigde Staten) sinds 2017

Daarnaast heeft de stad twee partnersteden:
- Emirdağ (Turkije)
- Mutare (Zimbabwe)

Haarlem heeft samen met Emirdağ gewerkt aan een project genaamd "Towards a New Waste Management Policy", dat draait om een afvalbeleid. Nu wordt er gewerkt aan werkafspraken en een totstandkoming van een afvalverwerkingsplan. Emirdağ heeft aangegeven verder te willen werken met Haarlem. Dit allemaal wordt gedaan met het doel om integratie en uitwisseling op de terreinen van cultuur, onderwijs, gezondheid en ouderenzorg tussen Haarlem en Emirdağ te bevorderen.
En er is ook een samenwerkingsband uit particulier initiatief met de regio rondom Rivas in Nicaragua sinds 1986.

### Symboliek
Het wapen van Haarlem bestaat uit een rood veld met daarin een zwaard met daarboven een kruis. Het zwaard wordt geflankeerd door vier sterren. De sterren duiden op de verbondenheid van de stad met de zee. Het zwaard zou zijn toegevoegd door keizer Frederik II uit dank voor de verovering van Damiate in 1219. De patriarch van Jeruzalem zou uit dank het kruis hebben toegevoegd. Het rode veld met het zwaard, de vier sterren en het kruis geldt ook als de vlag van de stad.
De wapenspreuk van Haarlem is Vicit vim virtus, Latijn voor Dapperheid heeft geweld overwonnen.

## Openbare orde en veiligheid

### Politie
Haarlem heeft twee politiebureaus. Het hoofdbureau van basisteam Haarlem (en de eenheid Noord-Holland) is gevestigd op de Koudenhorn 2. Een tweede bureau, Haarlem-Oost, is gevestigd aan de Costa del Sol 182, nabij Winkelcentrum Schalkwijk. Burgemeester Jos Wienen van Haarlem is aangesteld als korpsbeheerder. De vreemdelingenpolitie Kennemerland is gevestigd aan de Mariëttahof 15 in Parkwijk. 

### Veiligheid en handhaving
De gemeente Haarlem heeft ook een eigen dienst Veiligheid en Handhaving die zich bezighoudt met toezicht en handhaving in het publieke domein. Bij Veiligheid en Handhaving werken ongeveer 80 buitengewoon opsporingsambtenaren. Verder bestaat de afdeling uit ondersteunende taken en Veiligheidsmanagers. Tevens wordt deze dienst ingezet in de gemeente Zandvoort vanwege de ambtelijke samenwerking.
De gemeente Haarlem heeft een eigen meldkamer Handhaving.

## Veiligheidsregio Kennemerland
De GGD in Haarlem valt net als de Brandweer Kennemerland onder de Veiligheidsregio Kennemerland. Het verzorgingsgebied telt ruim 500.000 inwoners en is een van de meest risicovolle veiligheidsregio's in Nederland, vanwege het risico op natuurbranden, de aanwezigheid van luchthaven Schiphol, de ligging onder zeeniveau en het daarmee gepaard gaande overstromingsgevaar en nog enkele andere risico's.
Regio Kennemerland heeft drie ambulancediensten. Ambulancedienst Kennemerland (RAV Kennemerland) is een particulier bedrijf en onderdeel van het Witte Kruis. Bij Ambulancedienst Kennemerland wordt gewerkt vanuit Velsen en Heemskerk. Ook de GGD Kennemerland heeft een ambulancedienst en verzorgt de dienst vanaf de post in Haarlem. De derde, namelijk Ambulance Amsterdam Hoofddorp, is actief in de gemeente Haarlemmermeer. De drie werken samen om in het gehele gebied mensen op tijd te kunnen helpen. Ook hoeft geen van de bedrijven zijn ambulances heel ver te laten rijden, omdat het gebied in drie verzorgingsgebieden verdeeld is.
Brandweer Kennemerland heeft twee kazernes in Haarlem. Kazerne Haarlem-West is de hoofdkazerne voor de veiligheidsregio Kennemerland en huisvest de meldkamer. Kazerne Haarlem-Oost is de tweede kazerne van Haarlem.

## Cultuur

### Bekende bouwwerken en bezienswaardigheden

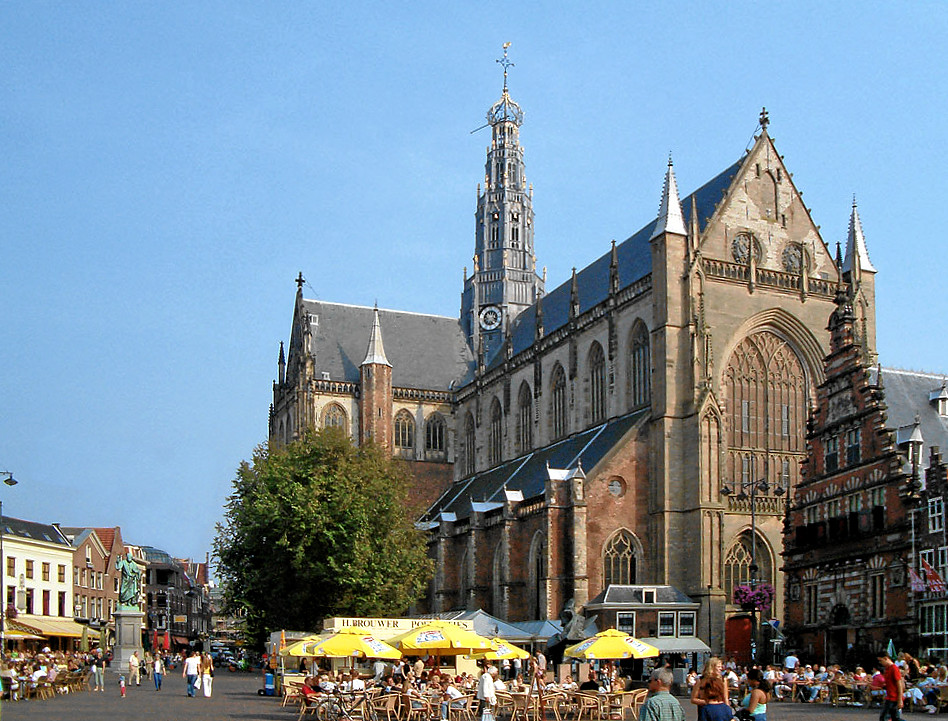
De Grote Markt met de Grote of Sint-Bavokerk. Rechts is de Vleeshal te zien.

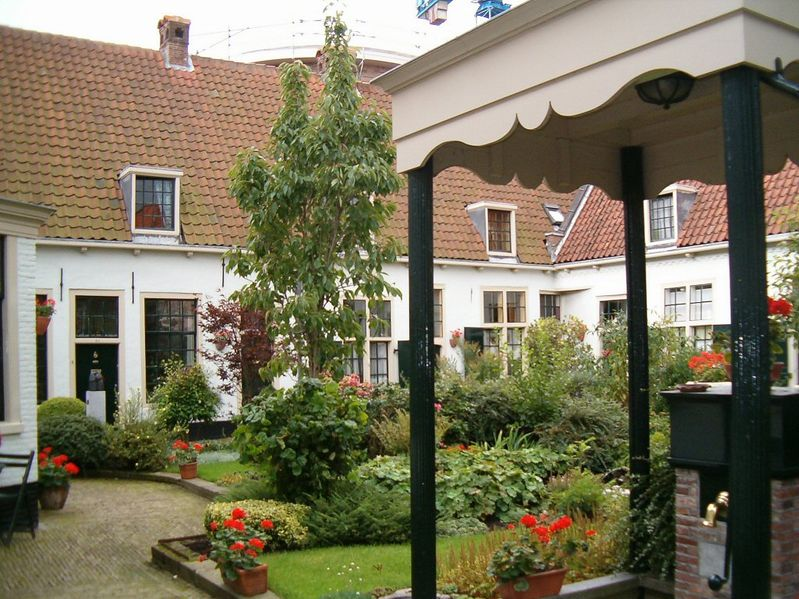
Hofje van Bakenes

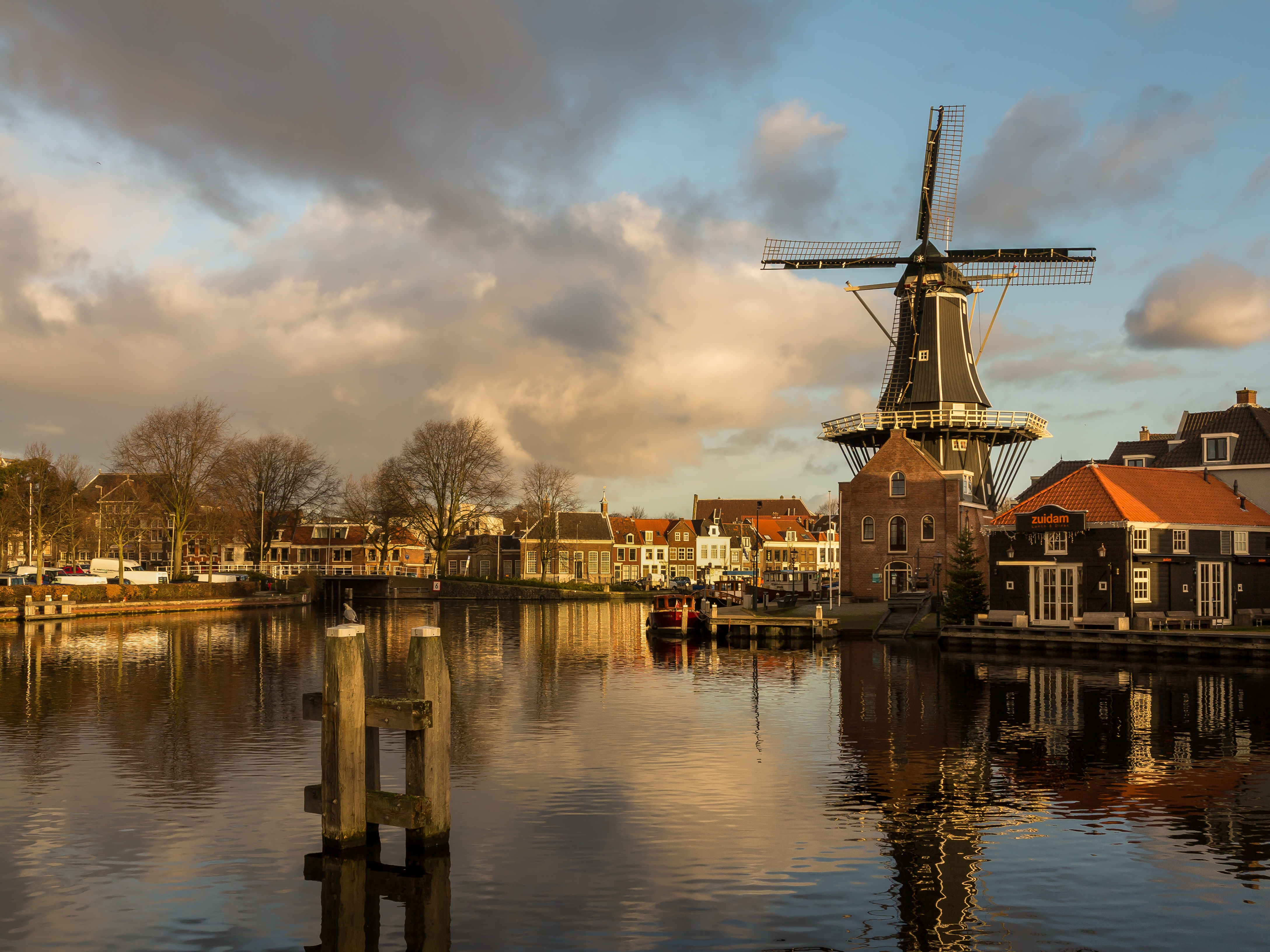
Molen De Adriaan aan het Spaarne

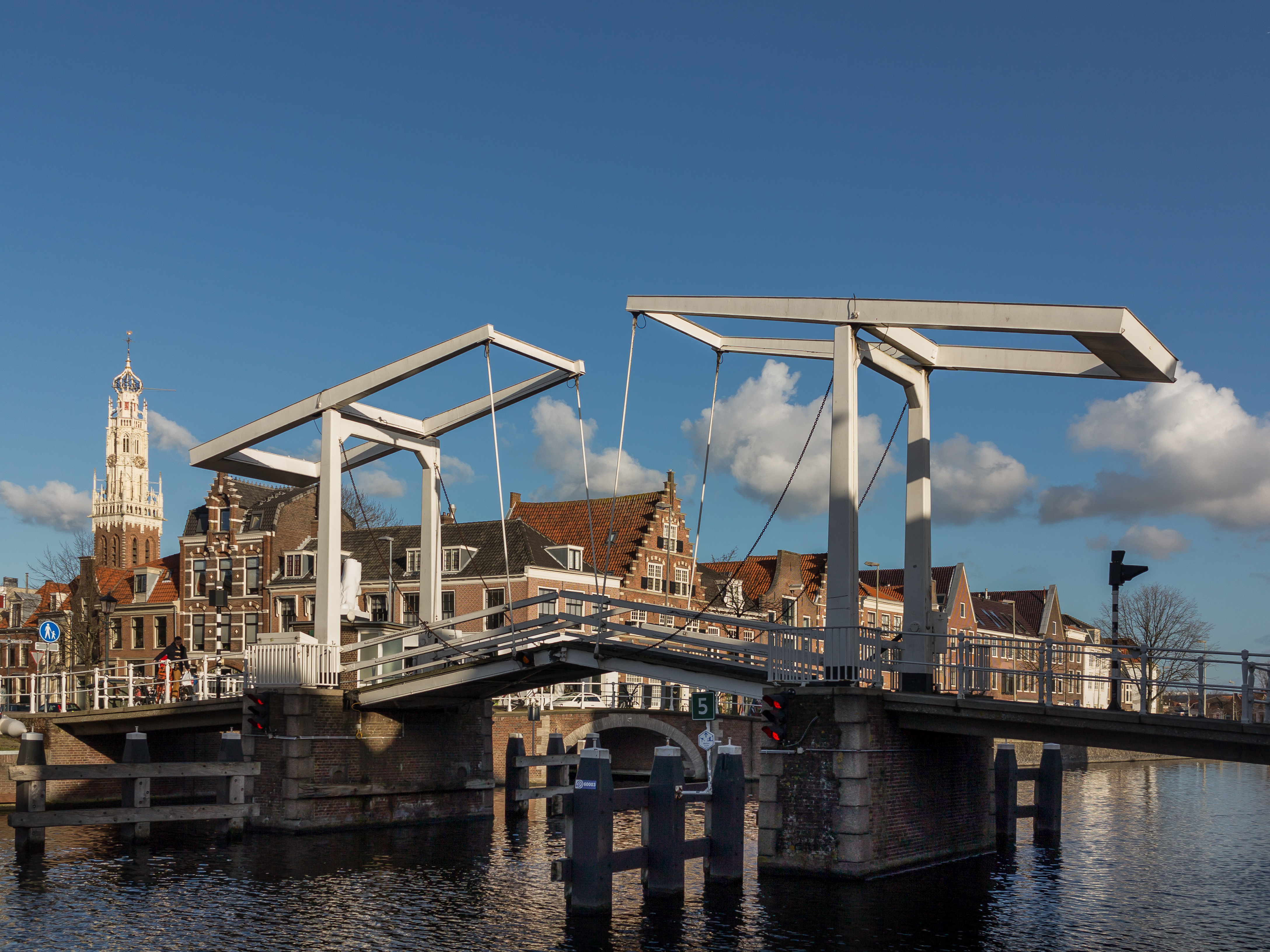
De Gravestenenbrug met de Bakenessertoren

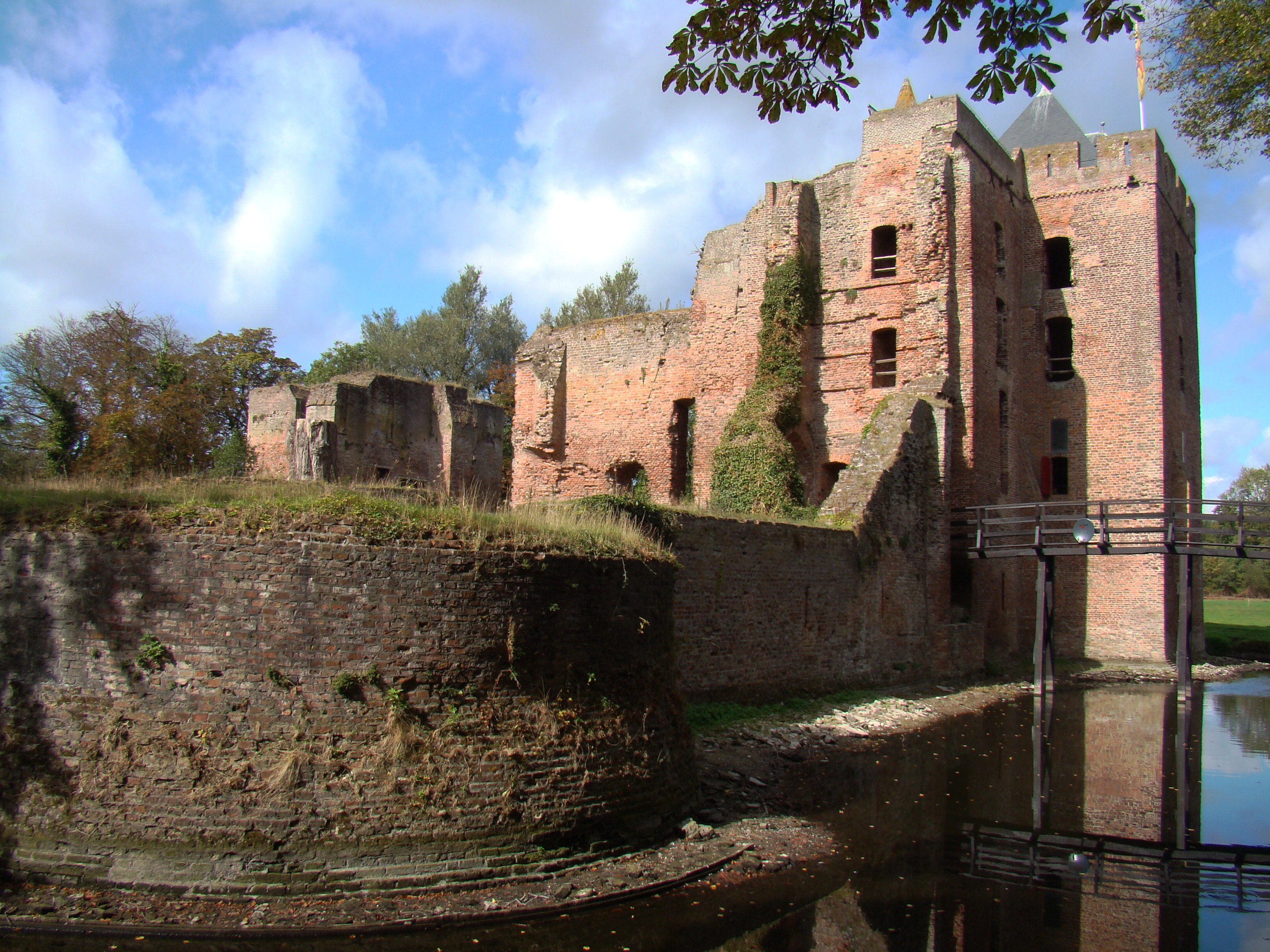
Ruïne van Brederode

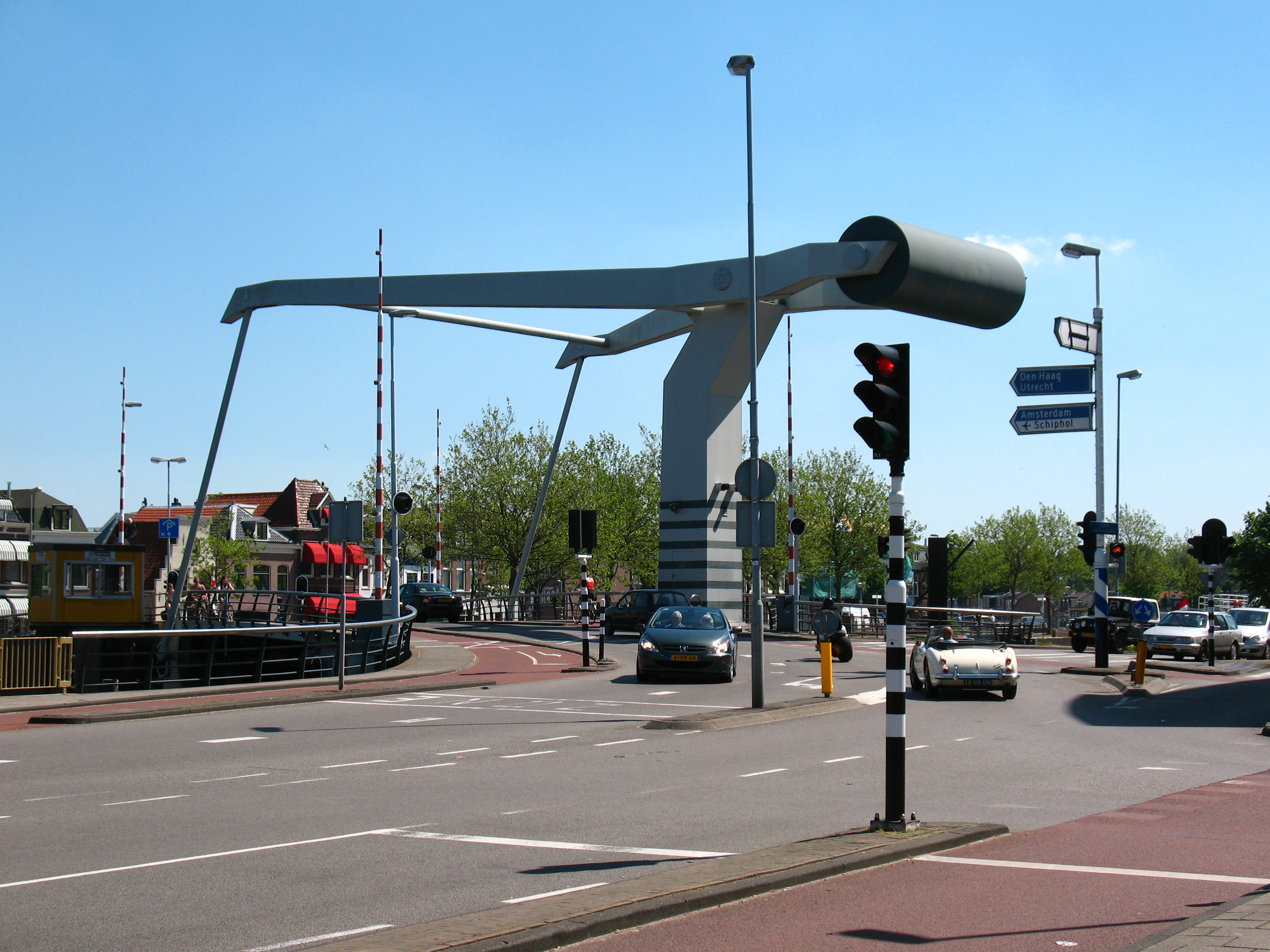
De Lange Brug ("Verfrollerbrug")

Haarlem is de zesde monumentenstad van Nederland. De stad telt 1149 rijksmonumenten. Daarnaast telt de stad zo'n 1238 gemeentelijke monumenten. Bovendien is de historische binnenstad aangewezen als beschermd stadsgezicht. In de binnenstad staan dan ook de meeste van de monumenten, zoals de Grote of Sint-Bavokerk, het Stadhuis en de Vleeshal. De stad kent echter ook een aantal toonaangevende moderne bouwwerken, zoals de Toneelschuur, het Patronaat, de nieuwbouw van de Stadsschouwburg en het voormalige kantoor van de ING Bank aan de Wilhelminastraat.
De Grote Markt ligt centraal in de oude binnenstad van Haarlem en wordt gedomineerd door de Sint-Bavokerk. Aan de westzijde bevindt zich het stadhuis, een rechthoekig gebouw met kantelen en een toren. Op de plaats waar het stadhuis is gebouwd stond vroeger een jachtslot van de Graven van Holland. De Hoofdwacht, eveneens gelegen aan de Grote Markt, is gebouwd in de 13e eeuw en daarmee een van de oudste monumenten in de stad. De Vleeshal en Vishal zijn twee gebouwen waarin vroeger, zoals de naam al zegt, vlees en vis werden verkocht. Naast de Vleeshal ligt de Verweyhal, in de 19e eeuw gebouwd als herensociëteit. Andere bekende straten in de stad zijn de Botermarkt, Nieuwe Gracht, Gedempte Oude Gracht en de Jansstraat. De Barteljorisstraat, de Grote Houtstraat en de Zijlstraat komen voor in het bordspel Monopoly.
Van de kerken in Haarlem zijn de Grote of Sint-Bavokerk, gebouwd tussen 1370 en 1520 en de Kathedrale Basiliek Sint Bavo, gebouwd in 1930, de bekendste twee. Aangezien beide kerken de heiligennaam Bavo dragen, worden ze ook wel Oude en Nieuwe Baaf genoemd. In de Sint-Bavokerk klinken elke avond tussen negen en half tien de Damiaatjes, ter herinnering aan de verovering van de Egyptische stad Damietta. Aan de Jansstraat ligt de Janskerk, met aangrenzend een klooster dat sinds 1936 het Gemeentearchief huisvestte en sinds 2007 het Noord-Hollands Archief huisvest. De Groenmarktkerk is de op een na oudste katholiek gebleven kerk in Haarlem. Eveneens in het centrum van de stad bevindt zich de Bakenesserkerk, die opvalt door zijn witte toren die lijkt op die van de Sint-Bavokerk. Andere kerken in Haarlem zijn de Sint Josephkerk, Vestekerk, Waalse Kerk, Lutherse Kerk, De Grote Vermaning, Remonstrantse Kerk,  Oud-Katholieke Anna en Mariakathedraal, Nieuwe Kerk en de H. Pastoor van Arskerk.
Haarlem telt 22 hofjes. In de 17e eeuw waren er meer dan 40, maar in de 18e en 19e eeuw is er veel verdwenen. Ook het oudste hofje van Nederland is in Haarlem, het Hofje van Bakenes uit 1395.
Haarlem heeft verschillende molens, waarvan de Eenhoorn (gebouwd in 1776 aan het Spaarne) de oudste is. In 1926-1927 is er een elektrische houtzagerij bijgebouwd. Vereniging De Hollandsche Molen heeft De Eenhoorn in 1927 opgekocht om de molen zo te bewaren. De Adriaan, een achtkantige stellingmolen, is gebouwd in 1779. De molen is in 2001 herbouwd nadat op 23 april 1932 de molen was afgebrand. Nu is het een museum en trouwgelegenheid. Ook De Hommel is een keer afgebrand, na blikseminslag. In 1972 en 1991 is de molen gerestaureerd. Molen De Veer is een grondzeiler, herbouwd in 2001. De originele Vijfhuizer Molen is afgebrand in 1859; de nu bestaande versie is gebouwd in 1875. De Stoop of Schoterveense Molen, gebouwd in de 17e eeuw, is een wipmolen.
Haarlem telt ook een aantal gebouwen die vroeger bedrijven of winkels herbergden. Een voorbeeld van zo'n gebouw is De Olyphant, waar vroeger een bierbrouwerij in gevestigd was. Een andere bierbrouwerij die vanaf 1351 tot 1914 was gevestigd aan het Spaarne is Brouwerij 't Scheepje, en is naar verluidt een van de langst bestaande brouwerijen geweest. Aan het Spaarne ligt ook het Teylers Museum alsook de Waag die zich op de hoek bevindt van de Damstraat. In laatstgenoemde straat is ook de Haarlemse rechtbank gevestigd.
De Spaarnwouder- of Amsterdamse Poort is gebouwd in 1355 en is de enige nog overgebleven stadspoort van de veertien Haarlemse stadspoorten die de stad in totaal gekend heeft.
De Koepelgevangenis werd gebouwd tussen 1899 en 1901 en is tot en met 2015 als gevangenis in gebruik geweest. Het is een van de drie koepelgevangenissen in Nederland. Een wat kleiner pand is de drogisterij Van der Pigge, gebouwd in 1849. Deze drogisterij is het enige pand dat bewaard is gebleven nadat de Vroom & Dreesmann zich daar heeft gevestigd. De drogisterij bezit nog steeds de originele gaper.
Aan het Klokhuisplein in het centrum bevindt zich het vroegere Concertgebouw Haarlem, nu de Philharmonie met vijf concertzalen die aan het begin van de 21e eeuw is uitgebreid en gerenoveerd. In de Grote Zaal staat het beroemde Cavaillé-Coll-concertorgel dat van 1875 tot 1922 in het Amsterdamse Paleis voor Volksvlijt heeft gestaan.
Er is in Haarlem ook moderne architectuur te vinden. Een voorbeeld daarvan is de Toneelschuur, die functioneert als theater en filmhuis en in 2003 werd gebouwd naar een ontwerp van Joost Swarte. Het Gerechtsgebouw Haarlem, het Patronaat, het ING-kantoor en de uitbreiding van de Stadsschouwburg zijn in moderne stijl opgetrokken.
Buiten het centrum bevinden zich onder andere de Ripperda Kazerne, het Slachthuis, en het Paviljoen Welgelegen. In de nabije omgeving kunnen meerdere forten en (ruïnes van) kastelen worden bezichtigd. Zo liggen aan de Kleverlaan in de Haarlemse Kweektuin de ruïnes van het Huis ter Kleef. Ook is hier de uit omstreeks 1560 daterende Kaatsbaan te vinden, dit gebouw deed dienst als voorburcht. In Santpoort-Zuid is de Ruïne van Brederode te vinden. Vroeger stond daar Kasteel Brederode, gesticht door Willem van Brederode in de tweede helft van de 13e eeuw. Een ander voormalig kasteel in de omgeving is het Slot Heemstede te Heemstede, dit slot werd in 1811 gesloopt en nadien doet het dienst als landgoed met de naam Het Oude Slot. Landgoed Elswout in Overveen is een landgoed in Franse stijl dat een paar weilanden, een stuk bos en een groot landhuis omvat. De forten van de Stelling van Amsterdam die behoren tot de UNESCO-werelderfgoedlijst bevinden zich in Haarlem en de omgeving.
Een ander bekend bouwwerk in de omgeving is het Gemaal De Cruquius in Cruquius, beide vernoemd naar Nicolaus Cruquius. Dit gemaal is gebouwd in 1849 en is een van de drie gemalen die het Haarlemmermeer hebben drooggelegd.

### Musea en galerieën

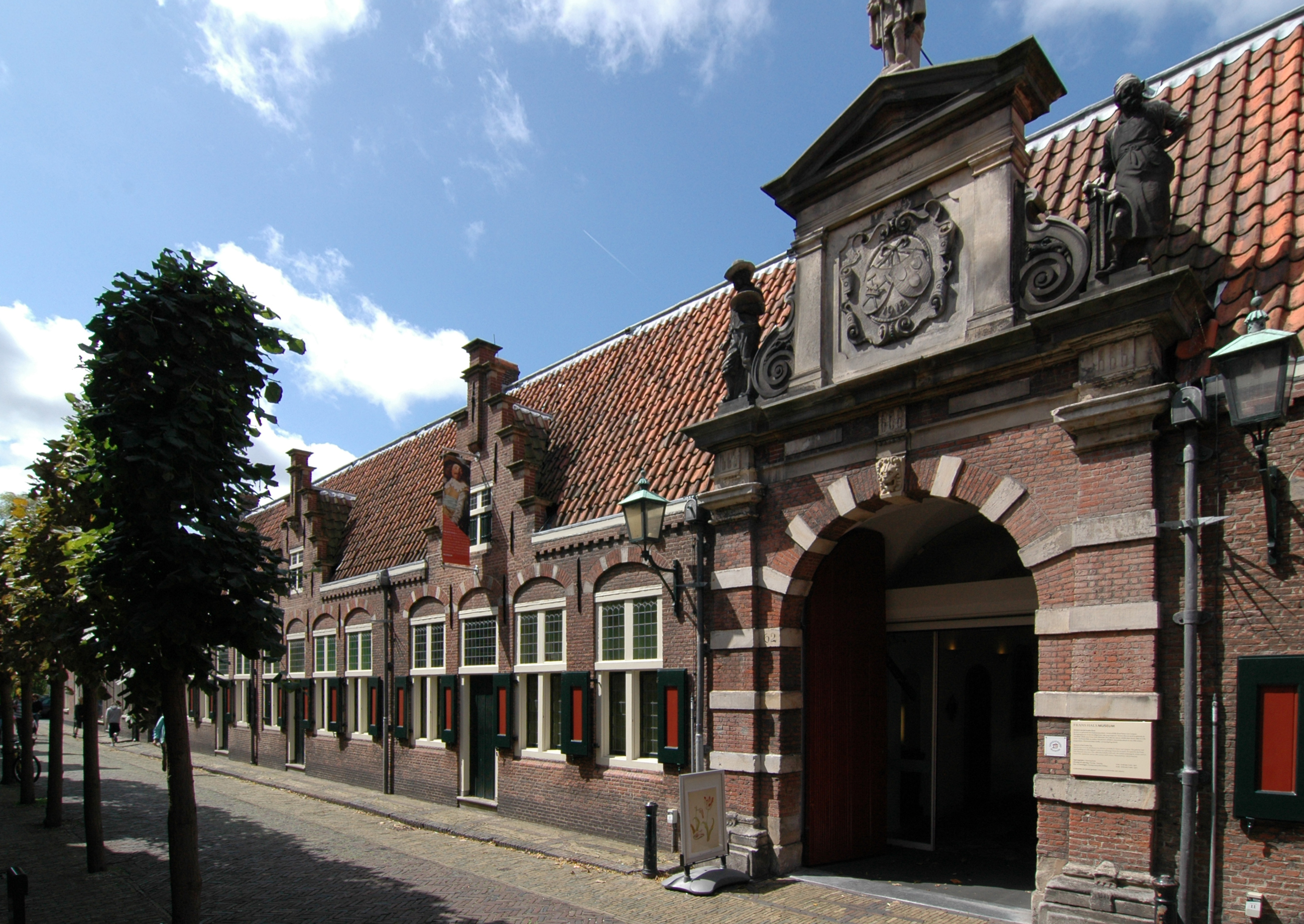
Het Oudemannenhuis, waar het Frans Hals Museum gevestigd is

Haarlem telt in totaal 22 musea en expositieruimten. Teylers Museum aan het Spaarne bestaat sinds 1784 en is daarmee het oudste museum van Nederland. De collectie van het museum is gericht op kunst en wetenschap en omvat onder andere schetsen van de Italiaanse kunstenaar Michelangelo.
Een ander bekend museum in de stad is het Frans Hals Museum. Dit museum werd opgericht in 1862 en was destijds gevestigd in het stadhuis; het is in 1913 verplaatst naar het Oudemannenhuis uit de 17e eeuw. Het beheert een grote collectie schilderkunst uit de Gouden Eeuw, waaronder veel werk van naamgever Frans Hals. Hal is de tweede locatie van het museum en is gehuisvest in twee panden, de Vleeshal en de Verweyhal, aan de Grote Markt. Hier wordt hedendaagse en moderne kunst tentoongesteld.
De geschiedenis van de stad wordt uitgebreid belicht in het Historisch Museum Haarlem. Bodemschatten uit de omgeving zijn te vinden in het Archeologisch Museum. Het Dolhuys is het nationaal museum van de psychiatrie. In de Waarderpolder bevindt zich het NZH-Vervoermuseum, dat een aantal trams en autobussen beheert. Het Corrie ten Boomhuis is een museum gewijd aan verzetsstrijder Corrie ten Boom en haar evangelisatiewerk. In het Theo Swagemakers Museum worden portretten, stillevens en landschappen van de schilder getoond. De collectie van het Draaiorgelmuseum omvat negen draaiorgels.
Het Spaarnestad Fotoarchief herbergt miljoenen pers- en documentairefoto's uit de twintigste eeuw en daarvoor. Een regionaal archief is het Noord-Hollands Archief, dat gegevens over de stad, de regio en de provincie in het archief heeft.
Onder andere de Vishal, het ABC Architectuurcentrum en Galerie Pietershuis doen dienst als expositieruimte.

### Beeldende kunsten

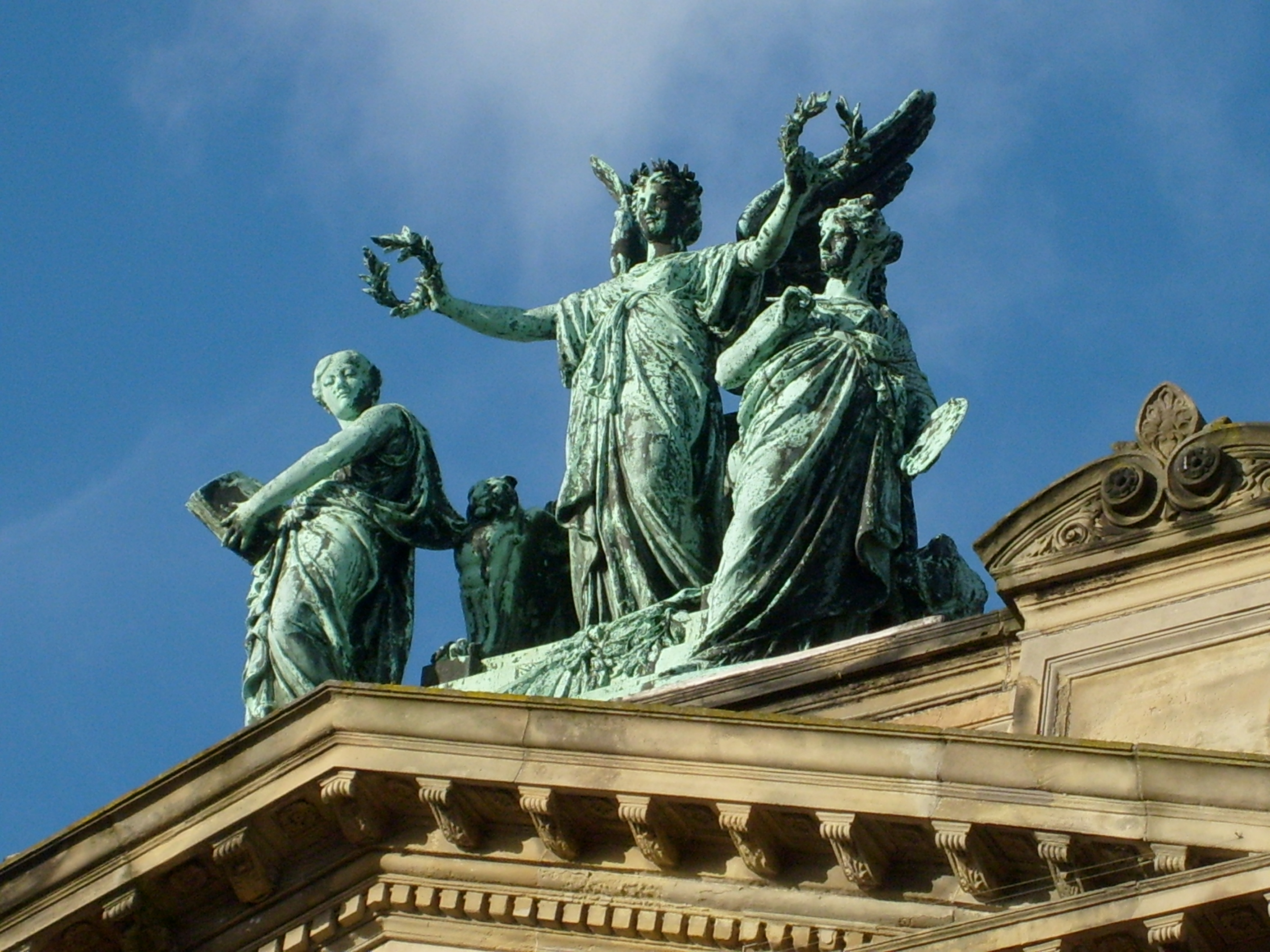
"Wetenschap en kunst door faam bekroond" op het Teylers Museum.

Haarlem is al eeuwenlang een typische schildersstad geweest. De stad was op dit gebied in de Noordelijke Nederlanden zelfs toonaangevend en in de jaren 1580-1630 belangrijker dan bijvoorbeeld Amsterdam. De reputatie van schildersstad kreeg Haarlem van kunstenaars als Jacob Isaacksz. van Ruisdael en Frans Hals, Pieter Saenredam, al werden de laatste twee beide niet in de stad zelf geboren. In het Frans Hals Museum zijn veel werken van Haarlemse schilders te bezichtigen.
Ook in de openbare ruimte is er veel kunst in Haarlem te bezichtigen. Er zijn in de gemeente zes gedenktekens die herinneren aan Laurens Janszoon Coster, die wordt beschouwd als uitvinder van de boekdrukkunst in Nederland. Het oudste daarvan is een beeld uit 1722, dat gemaakt werd door Gerrit van Heerstal en is geplaatst in de hortus van het Stedelijk Gymnasium Haarlem. Het oudste beeld in de stad is het standbeeld van Justitia in het stadhuis, het werd geplaatst omstreeks 1633. Verder zijn er beelden te vinden van onder andere Frans Hals, Godfried Bomans, Nicolaas Beets en Kenau Simonsdochter Hasselaer.
Van de Haarlemse beeldhouwers Mari Andriessen, Theo Mulder, Eric Claus en Kees Verkade zijn meerdere beelden in de stad te vinden.

### Media
Het Haarlems Dagblad is de regionale krant voor Haarlem en omstreken en geldt als de oudste, nog steeds bestaande krant ter wereld (sinds 1656). Het Haarlems Weekblad en Haarlem dit Weekend zijn gratis kranten die iedere week verschijnen. Een ander wekelijks verschijnend gratis nieuwsblad was de De Haarlemmer. De Stadskrant maakte deel uit van De Haarlemmer en publiceerde wekelijks alle gemeentelijke mededelingen.
Haarlem 105 is actief op zowel radio als televisie: Haarlem 105 Televisie onderhoudt een kabelkrant en Haarlem 105 Radio zendt uit in de ether op 89.9 fm en via de lokale kabel op 103.3 fm.

### Theater, film en culturele centra

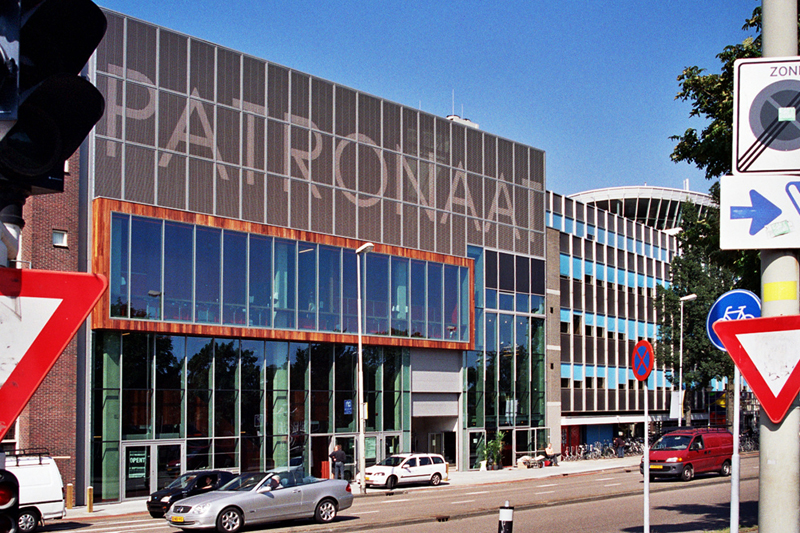
Het Patronaat.

Meerdere theaters, bioscopen en andere culturele bezienswaardigheden bevinden zich in Haarlem. De Philharmonie is in dit rijtje het oudste gebouw, dat stamt uit 1872. In 2001 is dit gebouw vernieuwd en uitgebreid. Het nieuwe gebouw is om het oude deel heen gebouwd. Tot 2002 was dit het concertgebouw Haarlem. Ook de Toneelschuur/De Filmschuur is verplaatst. De huidige Toneelschuur zit in het gebouw naast de Philharmonie. Dit is gebeurd in 2003. Het gebouw valt onder bouwproject Appelaar, dat volledig afgerond werd in 2007.
Het Patronaat in Haarlem is een poppodium. Het werd opgericht in 1984 en was lange tijd gehuisvest in een oud schoolgebouw. Sinds 2005 is een nieuw, modern onderkomen in gebruik. Het Patronaat is een van de 10 belangrijkste poppodia in Nederland en beschikt over twee zalen en een muziekcafé.
Cinema Palace was een bioscoop uit 1915 en was daarmee een van de oudste bioscopen in Nederland. Het gebouw bevatte één filmzaal, maar deze kon wel 550 mensen huisvesten en was daarmee de grootste bioscoopzaal in Haarlem. In juli 2011 opende Pathé Haarlem zijn deuren en Cinema Palace Haarlem werd met ingang van 8 januari 2011 gesloten. Ook de Brinkmann-bioscoop, voorheen de enige bioscoop in Haarlem met meerdere zalen, werd begin 2012 gesloten. 
De Kinepolis bioscoop in Haarlem Schalkwijk is in 2020 geopend. Daarnaast is de Filmkoepel in de voormalige Koepel gevangenis in 2022 geopend.
Debatcentrum en cultuurpodium De Pletterij is gevestigd aan de Lange Herenvest.

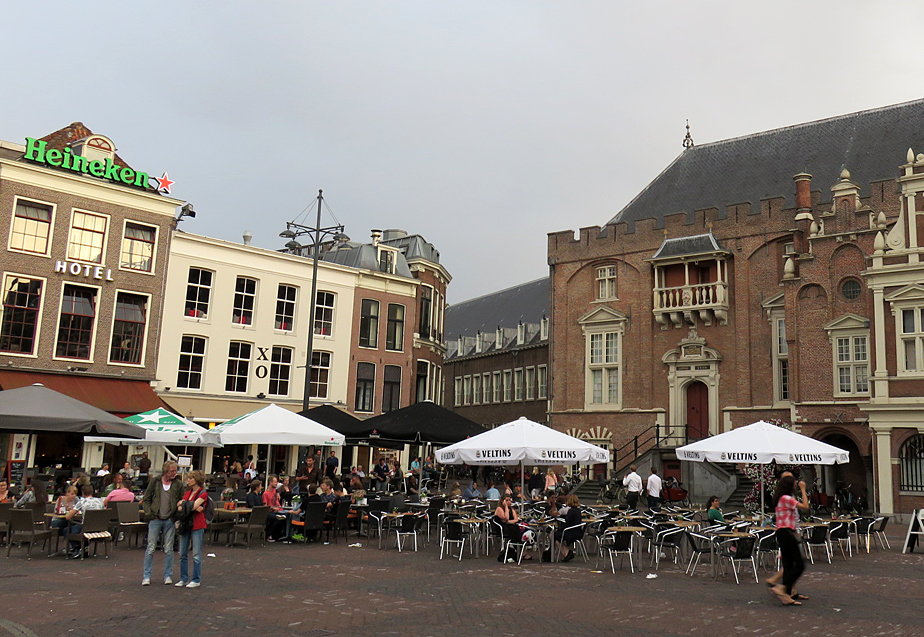
Terrassen bij de uitgaansgelegenheden op de Grote Markt

### Uitgaansleven
Haarlem kent een groot aantal cafés en restaurants. Veel daarvan bevinden zich vanouds aan de Grote Markt, zoals de cafés Studio, Fortuyn, Carillon, XO en als bekendste het in 1879 geopende grand-café Brinkmann. Een bekende discotheek was Club Stalker die van 1983 t/m 2019 in de Kromme Elleboogsteeg gevestigd was.
Meer horeca is er langs de Riviervismarkt, die uitkomt op het Klokhuisplein, waar na het gereedkomen van de Appelaar in 2007 ook restaurants met grote terrassen zijn gekomen. Deze sluiten aan bij de vele, vaak wat meer trendy eetgelegenheden aan de Oude Groenmarkt. Verder zijn er nog concentraties van horecagelegenheden in de Smedestraat, aan de Botermarkt en in de Kruisstraat.
Het multifunctionele Raakskwartier omvat het Hortusplein met de acht zalen tellende bioscoop Pathé Haarlem en terrassen van een aantal eetgelegenheden en van het populaire biercafé-restaurant in de Jopenkerk. De restaurants ML, en Ratatouille Food & Wine elders in de stad zijn onderscheiden met een Michelinster. zie ook lijst van restaurants met Michelinster in de regio Haarlem.
Nadat rond 2004 het COC-café aan de Gedempte Oude Gracht 24 gesloten werd, was het in 1978 geopende Wilsons aan de Gedempte Raamgracht het enige homocafé van de stad, maar vanwege het toenemend aantal vrouwelijke en heterobezoekers noemde het zich in 2018 een 'mixed café'. In augustus 2019 werd de zaak gesloten. Travestie-artiest Dolly Bellefleur is sinds 2013 nachtburgemeester van Haarlem. Ten slotte kent de stad ook enkele coffeeshops en is er rond het Begijnhof een prostitutiegebied.

### Evenementen
In april trekt jaarlijks het bloemencorso van Noordwijk naar Haarlem. De dag na het corso zijn de praalwagens nog te bezichtigen in de binnenstad. Het jaarlijkse Bevrijdingspop op 5 mei is een van de grootste bevrijdingsfestivals van Nederland. In 1980 werd het voor de eerste keer georganiseerd en daarmee is het het oudste bevrijdingsfestival van Nederland. Bevrijdingspop vindt plaats in de Haarlemmerhout. Hier vindt ook het jaarlijkse Houtfestival met wereldmuziek en kleinschalige concerten plaats. Op de 2e zondag in juni vind traditiegetrouw de Mars der Muzikanten plaats (sinds 1958) op de Grote Markt. Dit evenement dat ontstaan is toen de Haarlemse lopende orkesten eenmaal per jaar voor de gemeente een optreden moest verzorgen dat de hoogte van de subsidie bepaalde, is inmiddels meer een taptoe geworden met naast de Haarlemse verenigingen een aantal gastoptredens van muziekverenigingen uit Nederland.
In april vindt een grote kermis plaats op de Grote Markt en bij het Zaanenpark in Haarlem Noord. Op de Grote Markt vinden jaarlijks ook verschillende publieksevenementen plaats, waaronder het Spaarnestadconcert, Haarlem Jazz & More, Haarlem Culinair en Stripdagen Haarlem.
Naast culturele evenementen vinden in Haarlem jaarlijks ook enkele sportevenementen plaats. Het bekendst op dit gebied zijn de Haarlemse Honkbalweek, de Haarlem Basketball Week (om het jaar in Haarlem en Amsterdam) en de Halve van Haarlem.
Elke vier jaar vindt het scoutingevenement Haarlem Jamborette, een internationaal kamp voor scouts over de hele wereld. Het event wordt ondanks de naam in Spaarnwoude gehouden.
In 1989, 1996 en 2012 werd de Roze Zaterdag in Haarlem gehouden.
In december staat het beroemde Circus Herman Renz in het Burgemeester Reinaldapark met een Kerstcircus. Ook wordt in juni in Haarlem-Oost nabij de Veerplas het Veerplas Festival, gehouden, Haarlems enige dancefestival. 
In het eerste weekend na 5 december vindt jaarlijks een van de grootste kerstmarkten van Nederland plaats. Deze kerstmarkt slingert zich door de binnenstad van Haarlem.

## Economie

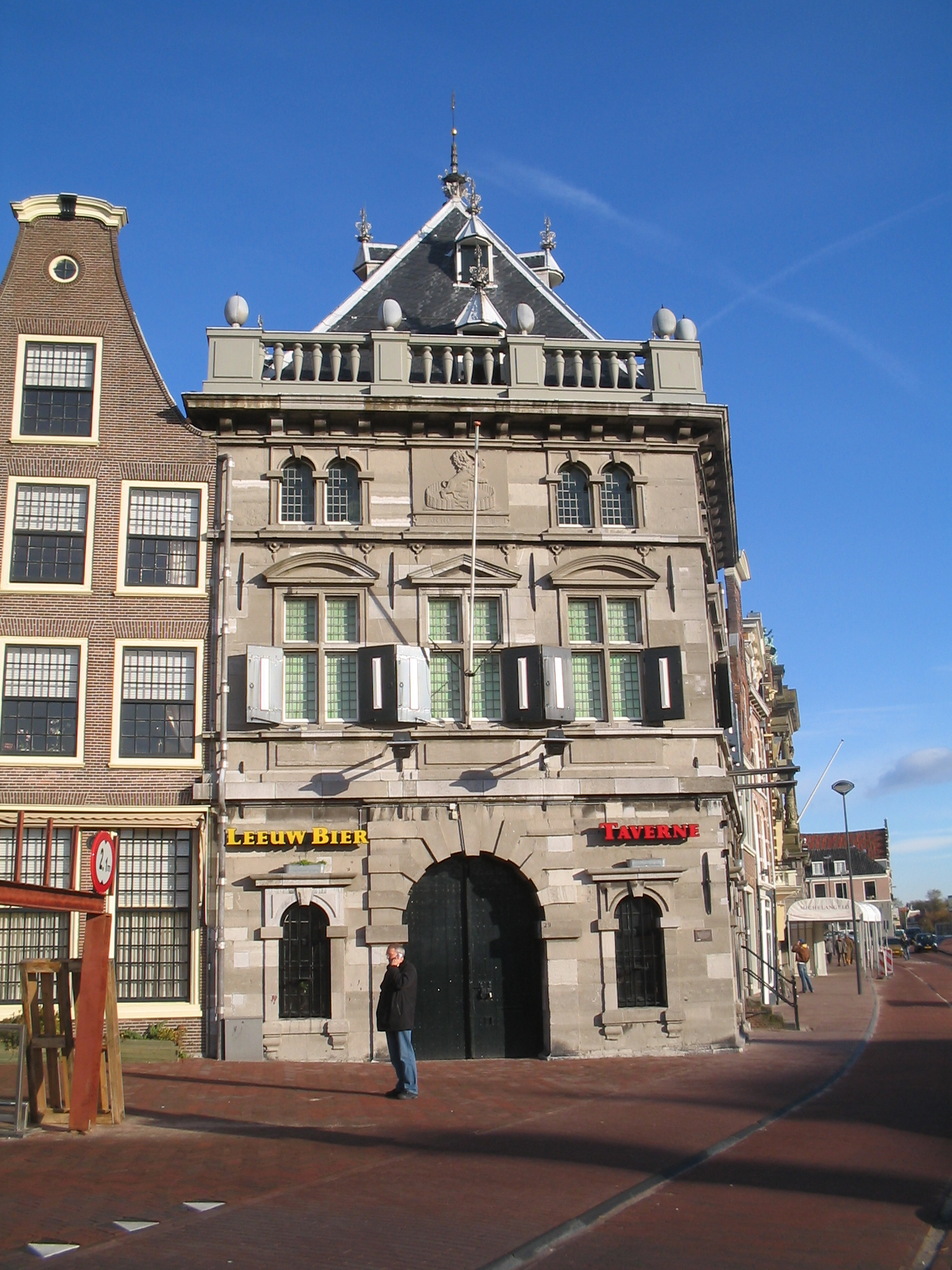
De Waag aan het Spaarne speelde tussen 17e en de 19e eeuw een belangrijke rol in de Haarlemse economie.

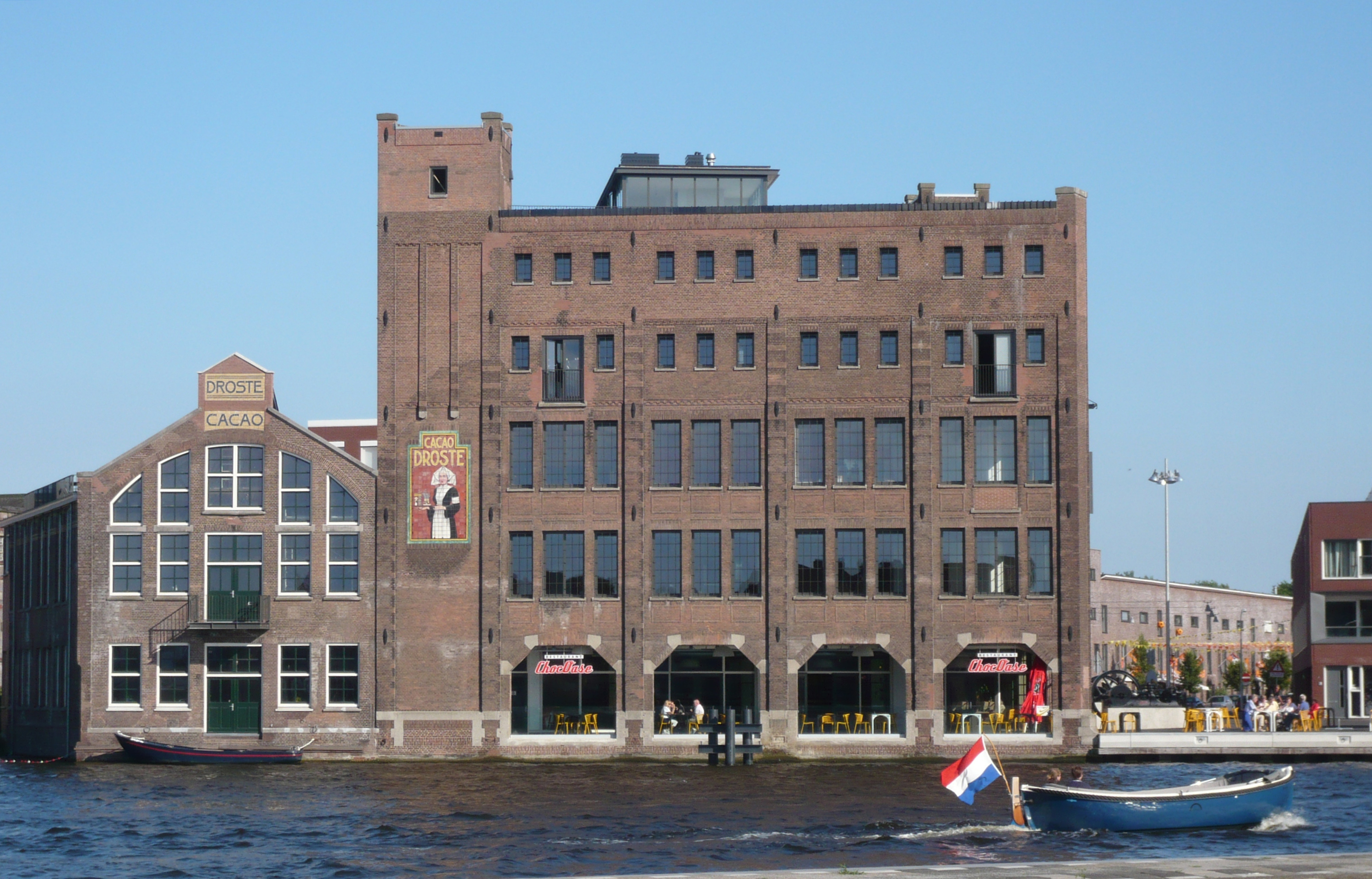
Voormalig fabriekspand aan het Spaarne van chocoladeproducent Droste.

Sinds eind 20ste eeuw en begin 21ste eeuw is Haarlem vooral een stad die bedrijven uit de dienstensector zoals winkels, horeca, zakelijke dienstverleners, en publieke instellingen als scholen en overheidsinstellingen huisvest. Ook bevinden zich in de stad enkele industriële bedrijven. Ook toerisme vormt een belangrijke tak binnen de Haarlemse economie. In de periode van maart 2005 tot maart 2006 brachten ruim 700.000 buitenlandse toeristen een bezoek aan Haarlem.

### Bedrijvigheid
Van de 13e tot en met de 17e eeuw was Haarlem een belangrijke textielstad. In de stad zijn gedurende vier eeuwen vooral laken, linnen en wol geproduceerd. Ook was gedurende de middeleeuwen het brouwen van bier een van de belangrijkste economieën in de stad. Het water uit het Spaarne werd hiervoor gebruikt. Maar nadat het water uit de rivier te vervuild werd, is er een vaart gegraven die Haarlem met de duinen moest verbinden. Deze naam kreeg toepasselijk de naam Brouwersvaart en moest de Haarlemse bierbrouwerijen zuiver duinwater leveren.
Na de industriële revolutie van de 19e eeuw werd Haarlem een echte industriestad. Verschillende bedrijven vestigden zich in de stad en langs het Spaarne. Deze rivier vormde samen met de in de 19e eeuw aangelegde spoorverbindingen met Amsterdam en Leiden de belangrijkste verbindingen met de rest van westelijk Nederland. De fabriek van J.J. Beijnes fabriceerde van oorsprong rijtuigen en trams en is later onder de naam Koninklijke Fabriek van Rijtuigen en Spoorwagen ook treinstellen gaan produceren. De in 1838 opgerichte fabriek verhuisde in 1950 naar Beverwijk en sloot in 1963. De aan het Spaarne gevestigde fabriek van Hendrik Figee begon als kistenfabriek en groeide uit tot een producent van hefkranen, heimachines en baggermolens. Haarlem kreeg internationale reputatie op het gebied van grafische industrie dankzij de drukkerij van Joh. Enschedé. In 1890 werd in Haarlem het chocoladebedrijf Droste opgericht. Het bedrijf vestigde zich aan het Spaarne. In 1986 werd de productie naar Vaassen overgebracht.
Ook zijn er enkele farmaceutische bedrijven en bouwnijverheidsbedrijven in Haarlem gevestigd. En is de drukkerij Joh. Enschedé in de stad gevestigd. Verder bevinden zich er nog vele andere commerciële bedrijven in de stad, vooral bedrijven uit de detail- en groothandel. Ook kent Haarlem een groot aantal bedrijven die zijn gespecialiseerd in de zakelijke dienstverlening. in Haarlem zijn nog twee bierbrouwerijen gevestigd, Brouwerij Jopen en Brouwerij Uiltje, beide produceren voornamelijk voor de lokale- en regionale markt.

### Werk en inkomen
De inwoners van Haarlem werken vooral in de industrie, de handel, de zakelijke dienstverlening, bij overheidsinstellingen, in het onderwijs en in de gezondheids- en welzijnszorg. De overige inwoners werken in overige sectoren zoals bouwnijverheid, horeca en transport. In 2019 bood de stad ruim 68.500 arbeidsplaatsen.
Een deel van de in Haarlem werkzame mensen zijn afkomstig uit omliggende gemeenten als Heemstede, Bloemendaal en Velsen. Een groot deel van de Haarlemmers werkt niet binnen de eigen gemeente. Veel Haarlemmers reizen dagelijks voor hun werk naar Amsterdam, Schiphol, Hoofddorp, Velsen en Leiden.
Het gemiddeld besteedbaar inkomen per huishouden bedroeg in 2015 ongeveer € 25.600, dat is iets boven het Nederlands gemiddelde van € 24.700. Het gemiddeld besteedbaar inkomen per persoon met 52 weken inkomen bedroeg € 18.800, het Nederlands gemiddelde bedroeg hier € 18.200 (2004).

### Kleinhandel

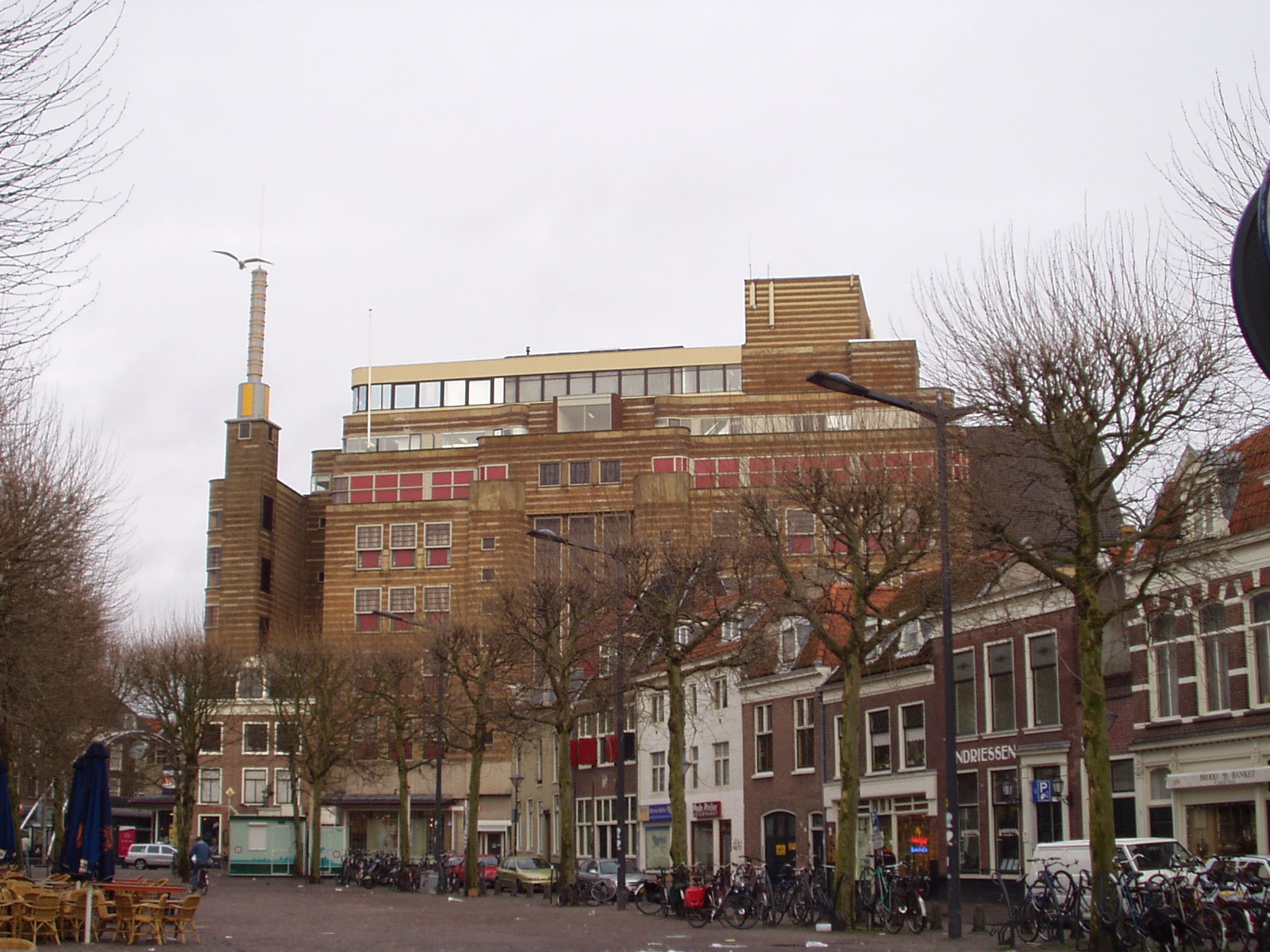
Gebouw van het voormalig warenhuis V&D aan de Grote Houtstraat 70 naar ontwerp van Jan Kuijt (gezien vanaf de Botermarkt).

Haarlem werd in 1994, 2004 en 2005 door het Centraal Bureau voor de Statistiek uitgeroepen tot beste winkelstad van Nederland. Haarlem biedt een grote hoeveelheid en variëteit aan winkels. In de binnenstad zitten exclusieve woonwinkels, kledingzaken en verschillende antiek- en curiosawinkeltjes en een groot scala speciaalzaken. Verder kent Haarlem een groot aantal horecazaken en zijn er onder andere op de Grote Markt veel terrasjes te vinden. Daarnaast maken ook de culturele voorzieningen en de historische binnenstad Haarlem tot een aantrekkelijke winkelstad, zo oordeelt het CBS. Het overdekte winkelcentrum van Schalkwijk is een van de beste winkelcentra van Nederland. De winkels in de binnenstad zijn op zondag (koopzondag) en op donderdagavond (koopavond) geopend.
Behalve de vele winkels is er nagenoeg elke dag in de week wel ergens in de stad een markt. Op de Botermarkt is er verder op iedere vrijdag een biologische boerenmarkt en op woensdag een boekenmarkt. De volgende markten worden wekelijks gehouden in Haarlem:
- Grote Markt en Botermarkt (maandag)
- Schalkwijk (dinsdag)
- Botermarkt (woensdag)
- Floresstraat (donderdag)
- Zomerkade, Beatrixplein en Botermarkt (vrijdag)
- Grote Markt en Botermarkt (zaterdag)

### Toerisme
Het toerisme wordt steeds belangrijker in Haarlem, in vergelijking met 2000 en 2001 is het aantal toeristen in enkele jaren verdrievoudigd: in de periode 2005 tot maart 2006 werd Haarlem door ruim 720.000 mensen bezocht. Haarlem heeft na de vier grote steden (Amsterdam, Rotterdam, Den Haag en Utrecht) de meeste buitenlandse toeristen per jaar. Dit grote aantal buitenlandse bezoekers kan verklaard worden door de gunstige ligging nabij Schiphol en Amsterdam én nabij de kust en het brede aanbod van cultuurhistorie, winkels en horeca.
Als belangrijkste attractie geldt de historische binnenstad, die een groot aantal monumentale bouwwerken, waaronder veel kerken en hofjes, telt en de status van beschermd stadsgezicht heeft. Ook biedt de stad een aantal belangrijke musea: het Frans Hals Museum & de Hallen en het Teylers Museum hoorden in 2007 beide bij de 10 meest bezochte musea van Noord-Holland buiten Amsterdam. Op evenementengebied behoren het bloemencorso tussen Noordwijk en Haarlem, Jazzstad, het Bloemenweekend en Bevrijdingspop tot de top 10 van Noord-Holland (wederom uitgezonderd Amsterdam); het bloemencorso is met ca. 1 miljoen bezoekers zelfs het grootste evenement van de provincie.
In 2007 had de stad een hotelcapaciteit van 731 kamers. Ongeveer 4.500 Haarlemmers zijn werkzaam in de toeristische sector.

## Verkeer en vervoer

### Wegverkeer
| Gemeentegrenzen Wijkgrenzen Buurtgrenzen Autosnelweg Secundaire weg Spoorweg |  |  | ██ Geselecteerde gemeente ██ Bebouwd gebied ██ Bos of park ██ Binnenwater, rivier of kanaal |

Kaart van Haarlem en omgeving

Haarlem is vanuit het noorden en oosten bereikbaar via autosnelwegen. Vanuit het zuiden en westen is de stad bereikbaar via provinciale wegen. De meeste wegen in en rond de stad hebben de functie als aan- en afvoerweg. Een aantal wegen vervullen de functie van doorvoerweg van en naar de kust. Strandgangers gebruiken de wegen om 's zomers naar de stranden van Zandvoort en Bloemendaal aan Zee te rijden, wat vaak voor verkeersopstoppingen leidt op de wegen rond het centrum. Om deze reden zijn er plannen om een zuidelijke randweg aan te leggen vanaf de Schipholweg naar de Westelijke Randweg, die met een tunnel onder het Spaarne doorgaat. In januari 2009 heeft de gemeente 20.000 euro in een onderzoek naar de haalbaarheid van deze tunnel gestoken. Ook is ter verbetering van de doorstroming tussen de Waarderpolder en Haarlem-Noord door de gemeente een plan gerealiseerd met de bouw van een brug over het Spaarne, de Schoterbrug, en de aanleg van de Oostweg, een oostelijke randweg door de Waarderpolder.
Rondom Haarlem liggen de volgende rijks- en provinciale wegen:
- : naar Alkmaar/Amsterdam
- : naar Amsterdam
- : naar Velsen
- : naar Amsterdam
- : naar Zandvoort/Hoofddorp
- : aansluiting
- : naar Noordwijk en Leiden
- : aansluiting / naar Lisse en aansluiting
- : naar Schiphol

### Spoorwegen

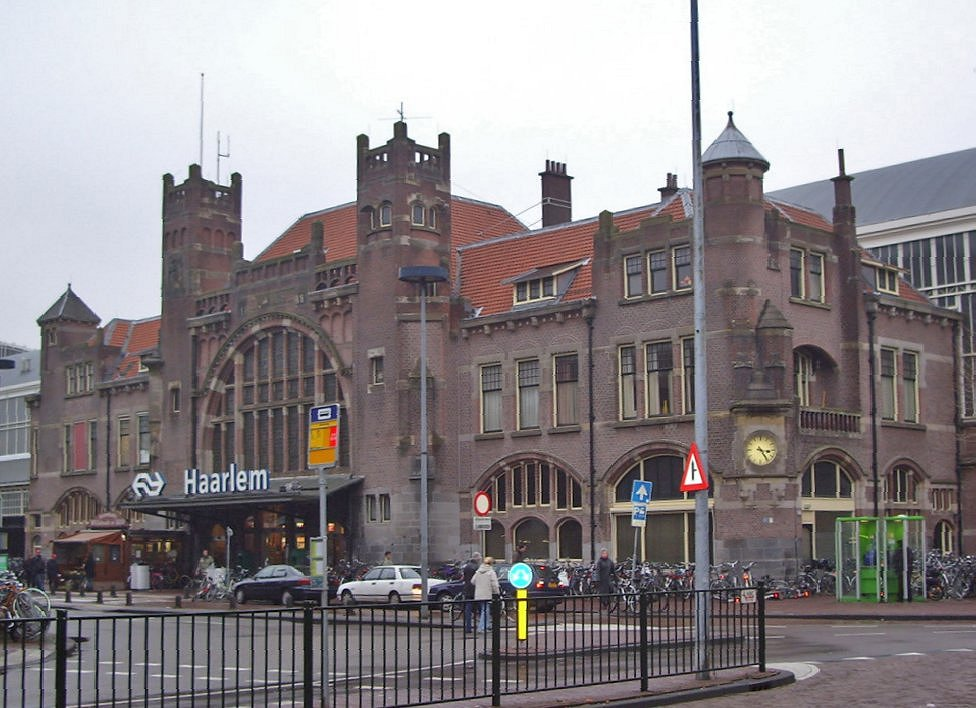
Station Haarlem, een ontwerp van Dirk Margadant, is het belangrijkste spoorwegstation van de stad.

De eerste trein van Amsterdam naar Haarlem reed op 20 september 1839, het begin van de Spoorweggeschiedenis in Nederland. Het eerste tijdelijke station ten oosten van het Spaarne werd in 1842 vervangen door een station op de huidige locatie, toen de spoorlijn werd verlengd naar Leiden. Dit laaggelegen station werd in 1908 vervangen door het huidige hooggelegen stationscomplex aan het Stationsplein.
De gemeente Haarlem telt twee spoorwegstations. Het grootste is station Haarlem, dat ten noorden van de binnenstad ligt op 10 minuten loopafstand van de Grote Markt. Dit rijksmonument dateert uit 1906-'08 en is ontworpen door Dirk Margadant. Het is het knooppunt van de Oude lijn Amsterdam - Rotterdam en de lijnen Haarlem - Uitgeest en Haarlem - Zandvoort. Vanaf dit station rijden intercity's en sprinters in de richtingen Amsterdam, Alkmaar (en verder), Leiden (en verder) en Zandvoort aan Zee.
Het tweede station, geopend in 1998, is station Haarlem Spaarnwoude. Het bevindt zich aan de oostkant van de stad en wordt alleen bediend door sprinters. Om dit station heen wordt het project Oostpoort gerealiseerd. het station dient vooral de buurten; Parkwijk, Zuiderpolder en een deel van Schalkwijk.
Drie stations in buurgemeenten hebben ook een functie voor delen van Haarlem. Het Station Bloemendaal ligt op de gemeentegrens tussen Haarlem en Bloemendaal, station Overveen net over de gemeentegrens met Bloemendaal. Aan beide stations stoppen alleen sprinters. Het station Heemstede-Aerdenhout, dat net over de gemeentegrens met Heemstede ligt, is een belangrijk station voor inwoners uit het zuiden van Haarlem. Hier stoppen intercity's en sprinters in de richtingen Haarlem / Amsterdam, Leiden (en verder) en Den Haag HS (en verder).
In vroegere tijden kende gebieden die nadien door Haarlem werden geannexeerd meer spoorweghaltes. Onder andere aan de Haarlemmermeerspoorlijnen lagen spoorweghaltes die binnen de stadsgrenzen zouden liggen zoals halte Rijksstraatweg en stopplaats Nieuweweg.
NS Onderhoud & Service heeft zijn Hoofdwerkplaats Haarlem tussen de Oudeweg en de Amsterdamsevaart. Op deze plaats is al sinds 1839 een werkplaats van de spoorwegen. Er wordt reizigersmaterieel gereviseerd en soms ook gemoderniseerd.

### Stads- en streekvervoer

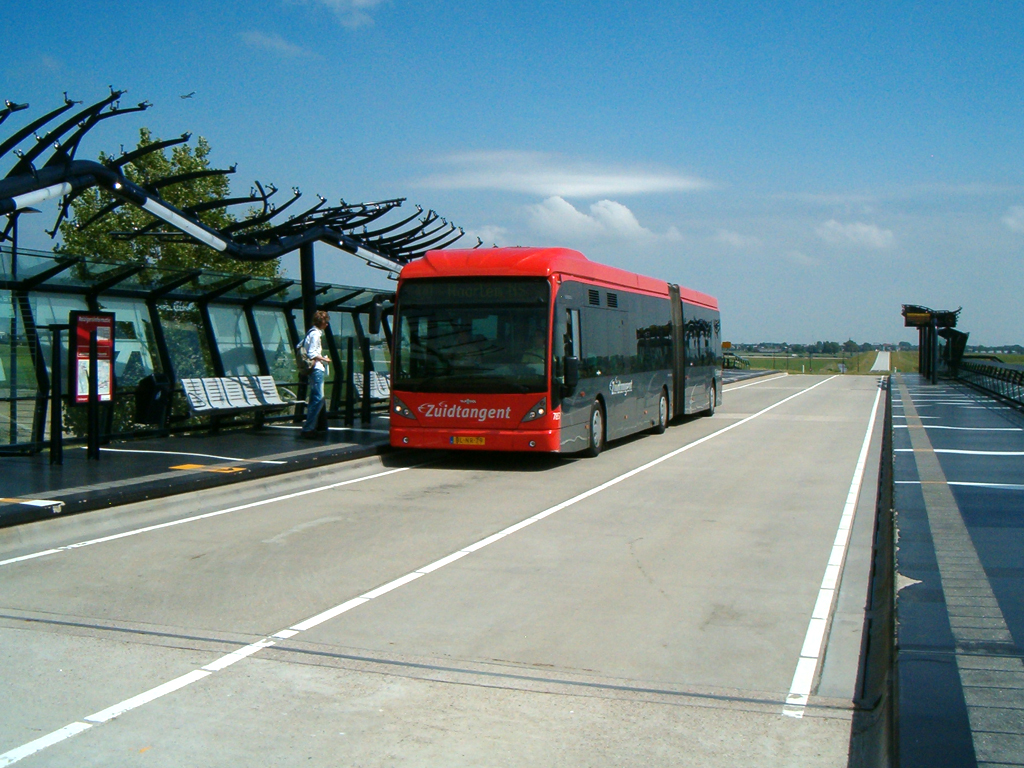
Hoogwaardig openbaar vervoer tussen Haarlem en Schiphol: de Zuidtangent.

Het stads- en streekvervoer in en rondom de stad wordt hoofdzakelijk verzorgd door vervoersbedrijf Connexxion en bestaat uit vervoer met stadsbussen en streekbussen. Er zijn diverse stadsbuslijnen (lijnen 2, 3, 4, 7 (schoolbus), 8 (schoolbus), 12, 14 en 15) in Haarlem. Verder zijn er verbindingen met Heemstede (lijnen 9, 14, 50, 80 en R-netlijn 340), Hoofddorp (R-netlijnen 300 en 340), IJmuiden (lijn 3 en R-netlijn 385), Leiden (lijn 250) (wordt verzorgd door Qbuzz), Beverwijk/Castricum (lijn 73), Amsterdam-West en -Centrum (lijn 80), Zandvoort (lijnen 80, 81 en 84 (zomerlijn)), Hillegom (lijn 50), Uithoorn (R-netlijn 340), Badhoevedorp (R-netlijn 356), Amstelveen (R-netlijnen 300 en 356), Schiphol (lijnen 300 en 356), Santpoort en Bloemendaal (buurtbus 481), Amsterdam-Zuidoost (R-netlijnen 300 en 356), Amsterdam-Zuid (R-netlijn 346) en Vogelenzang (lijnen 4 en 9).
De Zuidtangent (R-net-lijn 300) is een snelle tangentiële busverbinding vanaf station Haarlem via onder meer Hoofddorp en Schiphol naar Station Amsterdam Bijlmer ArenA.

### Scheepvaart
Al sinds de middeleeuwen wordt het Spaarne gebruikt als vaarroute voor goederenschepen. Sinds de drooglegging van de Haarlemmermeer slibde de rivier steeds verder dicht. Door de komst van industriële bedrijven begin 20e eeuw, was de gemeente genoodzaakt het Spaarne uit te diepen, zodat deze geschikt werd voor vrachtvervoer over water. Het bedrijventerrein Waarderpolder dat langs de rivier ligt heeft een haven voor vrachtschepen, de Industriehaven. Vrachtvervoer van en naar het Spaarne vindt vooral plaats in noordelijke richting. Het Noordzeekanaal is bereikbaar via het IJ bij Spaarndam en Zijkanaal C.

## Onderwijs

### Basisonderwijs
Haarlem heeft anno 2025 in totaal 59 basisscholen, dagelijks maken hier bijna 16.000 leerlingen gebruik van. Het onderwijsaanbod is erg divers, zo kunnen ouders kiezen tussen openbaar, rooms-katholiek, protestants-christelijk, interconfessioneel, algemeen bijzonder en antroposofisch onderwijs.
Naast bovenstaande denominaties, zijn er ook verschillende onderwijsconcepten beschikbaar: Regulier, Vrije school, Montessori, Jenaplan, Dalton en International Primary curriculum.

### Voortgezet onderwijs
Hieronder staat per soort onderwijs welke scholen zich in Haarlem bevinden/bevonden. 

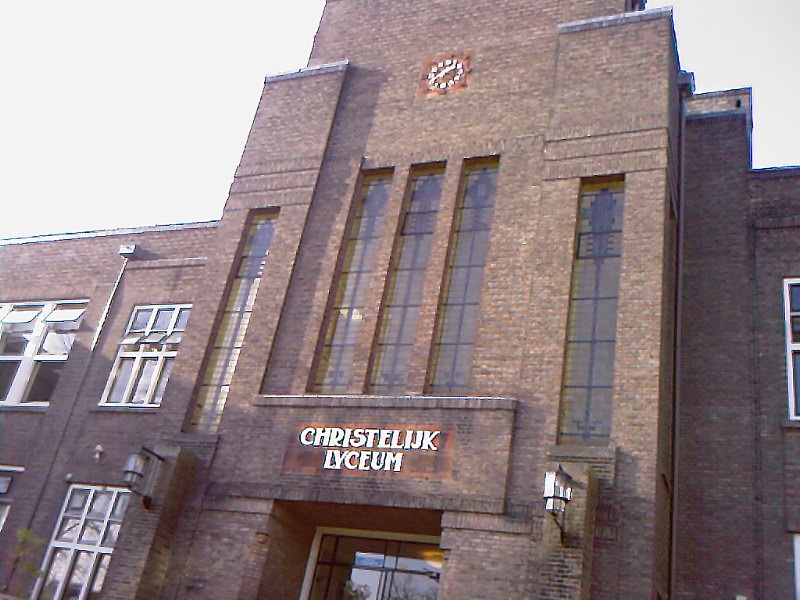
Het Eerste Christelijk Lyceum.

Van het voortgezet onderwijs: Atheneum College Hageveld, het Coornhert Lyceum, Eerste Christelijk Lyceum (ECL), Lyceum Sancta Maria, Mendelcollege, Het Schoter, Haarlem College, Kennemer Lyceum, Stedelijk Gymnasium en het Rudolf Steiner College.
Het Sterren College, Daaf Gelukschool en Paulus Mavo zijn sinds 1 augustus 2020 samen verdergegaan als het Spaarne College.

### Middelbaar beroepsonderwijs
De enige school voor middelbaar beroepsonderwijs is het Nova College, dat zich in acht verschillende gebouwen verspreid over de stad bevond. Sinds het begin van de 21e eeuw werden de meeste opleidingen in Haarlem gecentreerd op de Nova Campus Haarlem aan de Zijlweg.

### Hoger onderwijs
Er zijn twee scholen voor hoger onderwijs in Haarlem. De eerste is Hogeschool Inholland (ruim 7.300 studenten) en de tweede is de Kunstacademie Haarlem. In de voormalige koepelgevangenis wordt sinds september 2022 hoger onderwijs verzorgt door de SRH Grupe. De SRH Haarlem University of Applied Sciences verzorgt bij aanvang onderwijs op het niveau van hoger beroepsonderwijs (hbo), op onbekende termijn zou dit moeten worden uitgebreid tot universitair onderwijs.

### Geschiedenis
In 1795 werd in Haarlem de eerste Kweekschool voor onderwijzers in Nederland opgericht door de Maatschappij tot Nut van 't Algemeen.

## Gezondheidszorg en sport
Het Spaarne Gasthuis is een belangrijk ziekenhuis en grote werkgever binnen de regio. Het ziekenhuis is op twee plaatsen in Haarlem gevestigd, met een hoofdlocatie van het ziekenhuis, locatie zuid en een locatie noord. De andere hoofdlocatie van het ziekenhuis bevindt zich in Hoofddorp, Haarlemmermeer.

### Sport

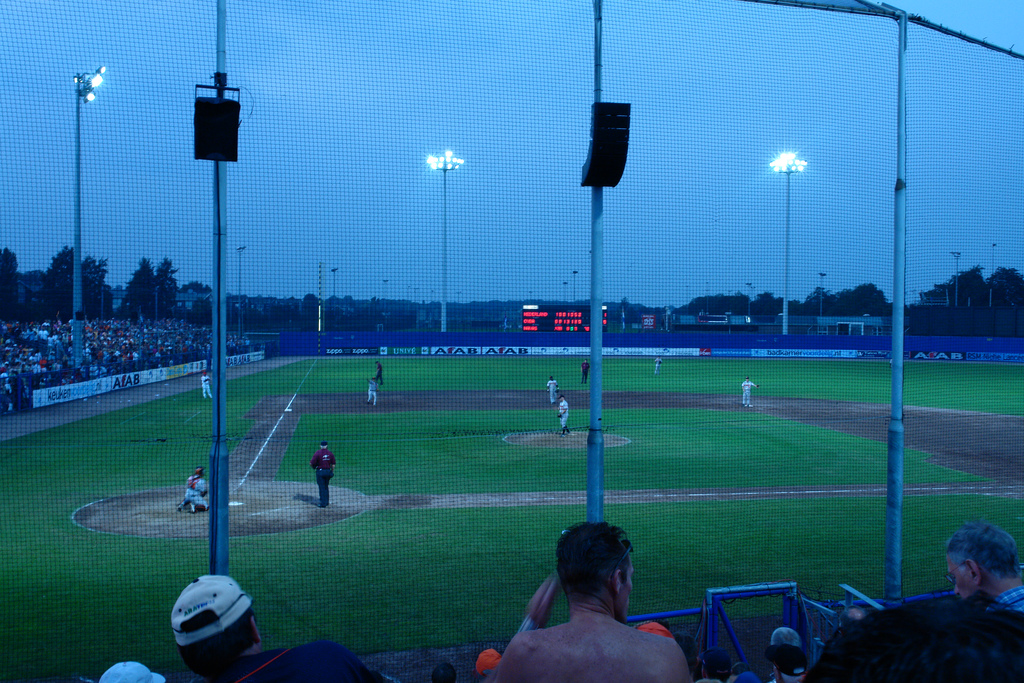
Haarlemse Honkbalweek 2006 in het Pim Mulierstadion.

Veel verschillende sporten zijn in Haarlem vertegenwoordigd. De stad heeft van een paar sporten zelfs de oudste nog bestaande vereniging in Nederland. De Koninklijke HFC bestaat sinds 1879. Tennisclub HLTC Haarlem, in bedrijf sinds 1884, is eveneens de oudste Nederlandse vereniging in zijn sporttak. De lange sportgeschiedenis van Haarlem is mede te danken aan Pim Mulier, die aan het eind van de 19e eeuw vanuit Haarlem veel tot dan toe onbekende sporten in Nederland introduceerde. Hij was betrokken bij de oprichting van de Koninklijke HFC en HLTC en de sportorganisaties NAVB en het NOC*NSF.
De Koninklijke HFC, begonnen als rugbyclub, werd in de voetbalseizoenen 1889/90, 1892/93 en 1894/95 officieus landskampioen en won drie keer de Holdertbeker, de voorloper van de KNVB beker. Later werd stadsgenoot HFC Haarlem succesvoller: deze club won tweemaal de beker en in 1945/46 de kampioenscompetitie. HFC Haarlem speelde vanaf de invoering van het betaald voetbal jarenlang in de Eredivisie en kwam in 1982/83 uit in de UEFA Cup. Vanaf 1990 speelde de club in de Eerste divisie, tot het faillissement op 25 januari 2010.
Judovereniging Kenamju werd opgericht in 1948. Deze club leverde veel getalenteerde sporters die meededen aan de Olympische Spelen en de verscheidene kampioenschappen. Bekende Haarlemse judoka's zijn Henk Grol, Claudia Zwiers, Dennis van der Geest, Elco van der Geest. Haarlem heeft veel meer sportclubs, zoals badmintonvereniging en meervoudig landskampioen BC Duinwijck. Honk- en softbalclub Kinheim bestaat sinds 1935 en speelt in de Overgangsklasse. Honderd meter verder speelt de familieclub DSS op sportpark Pim Mulier honkbal op het hoogste niveau in de Nederlandse hoofdklasse en met het tweede team op het niveau van de overgangsklasse. De softbalafdeling van DSS komt met haar eerste team uit in de Golden League (hoofdklasse). DSS is daarmee in Nederland de enige club met twee teams op het hoogste niveau. Sparks Haarlem honk- en softbal werd elfmaal landskampioen softbal, won viermaal de Europa Cup 2 en vijfmaal de Europa Cup 1. De softbalafdeling van Sparks Haarlem komt met haar eerste team uit in de Golden League (hoofdklasse) en met haar eerste honkbalteam in de overgangsklasse.
Ook IJsclub Haarlem, anno 1869, en Hockeyclub Haarlem zijn te vinden in Haarlem.
De Kunstijsbaan Kennemerland is in 1977 geopend en sinds 2006 overkapt. Er zijn drie gemeentelijke zwembaden in de stad te vinden, waaronder het openluchtzwembad De Houtvaart.
De eerste internationale bandywedstrijd ter wereld werd gespeeld tussen een team uit Haarlem en een Britse club.

## Bekende Haarlemmers

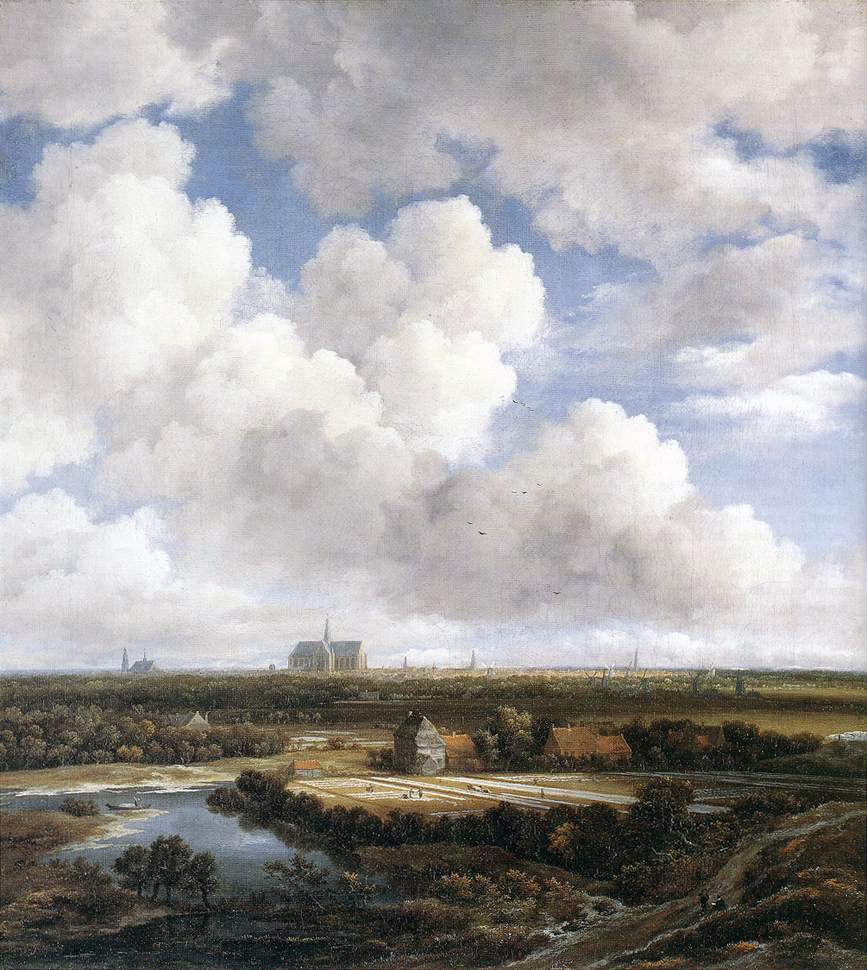
Gezicht op Haarlem door Jacob van Ruisdael.

Haarlem heeft meerdere nationale of soms zelfs internationale beroemdheden voortgebracht, vooral op het gebied van de kunsten. Schilders als Cornelis Corneliszoon, Jacob Isaacksz. van Ruisdael en Jan de Bray gaven Haarlem in de 16e en 17e eeuw de reputatie van schildersstad; andere schilders, zoals Frans Hals, Pieter Claesz. en Pieter Jansz. Saenredam werden weliswaar niet geboren in Haarlem, maar brachten er wel een deel van hun leven door. Jacob van Campen, de ontwerper van het Paleis op de Dam en het Mauritshuis, is geboren in de stad, evenals architect Pieter Post en boekdrukker Laurens Janszoon Coster. De schrijvers Nicolaas Beets, Arthur Japin, Harry Mulisch en Lennaert Nijgh komen eveneens uit Haarlem. Verder noemenswaardig zijn de verzetsstrijders Kenau Simonsdochter Hasselaer, bij de verdediging van Haarlem tijdens de Tachtigjarige Oorlog, en Corrie ten Boom en Hannie Schaft tijdens de Tweede Wereldoorlog.
Uit Haarlem afkomstige politici als Job Cohen, Femke Halsema, Hans Hoogervorst, Fred Teeven en Joop Wijn genieten een meer dan plaatselijke bekendheid. Op radio- en televisiegebied zijn de Haarlemmers Giel Beelen, Beau van Erven Dorens, Caroline Tensen, Rob Trip, Annette van Trigt en Irene Moors bekende personen. Een bekende cabaretière is Brigitte Kaandorp.
Ook zijn er bekende sporters, waaronder olympisch schaatskampioene Yvonne van Gennip, judoka Claudia Zwiers en voetballers Jordy Clasie en Maarten Stekelenburg. Zangers Alain Clark, Joshua Nolet van de band Chef'Special en Yorick van Norden zijn in Haarlem geboren. Ook het animatiefilm-echtpaar Gerrit van Dijk en Cilia van Lieshout woonde en woont in Haarlem.

## Trivia
- De regio Haarlem, met in de directe omgeving de Kennemerduinen, Duin- en Bollenstreek, gemeenten Bloemendaal en Heemstede, stond in 2019 op plek één van omgevingen waar Nederlanders het liefst wonen.[58][59]